# Panamakanal
Der Panamakanal ist eine künstliche, etwa 82 km lange Wasserstraße mit Schleusen und einer Scheitelhaltung von 26 m Höhe, die die Landenge von Panama in Mittelamerika durchschneidet, den Atlantik mit dem Pazifik für die Schifffahrt verbindet und ihr damit die sehr viel längere und gefährlichere Fahrt um das Kap Hoorn oder durch die Magellanstraße an der Südspitze Südamerikas erspart. Arbeiten verschiedener Aktiengesellschaften und schließlich der Vereinigten Staaten begannen 1881 bzw. 1894. Der am 15. August 1914 eröffnete und 2016 für größere Schiffe erweiterte Kanal ist eine der wichtigsten Wasserstraßen der Welt. Bei täglich 30–40 Passagen durchfahren ihn über 14.000 Schiffe pro Jahr (2021 waren es krisenbedingt 13.321; 2022 bereits wieder 14.239).
Die Abmessungen der Schleusen und Fahrrinnen des ursprünglichen Kanals genügten bis Mitte 2016 nur für Schiffe bis zur Panamax-Größe, also beispielsweise Containerschiffe mit 4.600 Standardcontainern (TEU), die nach den Maßstäben dieser Zeit lediglich mittelgroße Schiffe darstellten. Seit die 2007 begonnene Erweiterung am 26. Juni 2016 eröffnet wurde, können ihn Schiffe mit 14.000 TEU passieren (Neopanamax-Klasse).
Die durch den Panamakanal transportierte Warenmenge entspricht etwa fünf Prozent des weltweiten Seefrachtverkehrs. Der Kanal erwirtschaftete 2013 fast acht Prozent des panamaischen Bruttoinlandsprodukts.
Ab November 2023 war die Kapazität des Kanals  wegen eines beispiellosen Wassermangels reduziert. Für den Februar 2024 wurden nur 18 Durchfahrten pro Tag angeboten.

## Übersicht

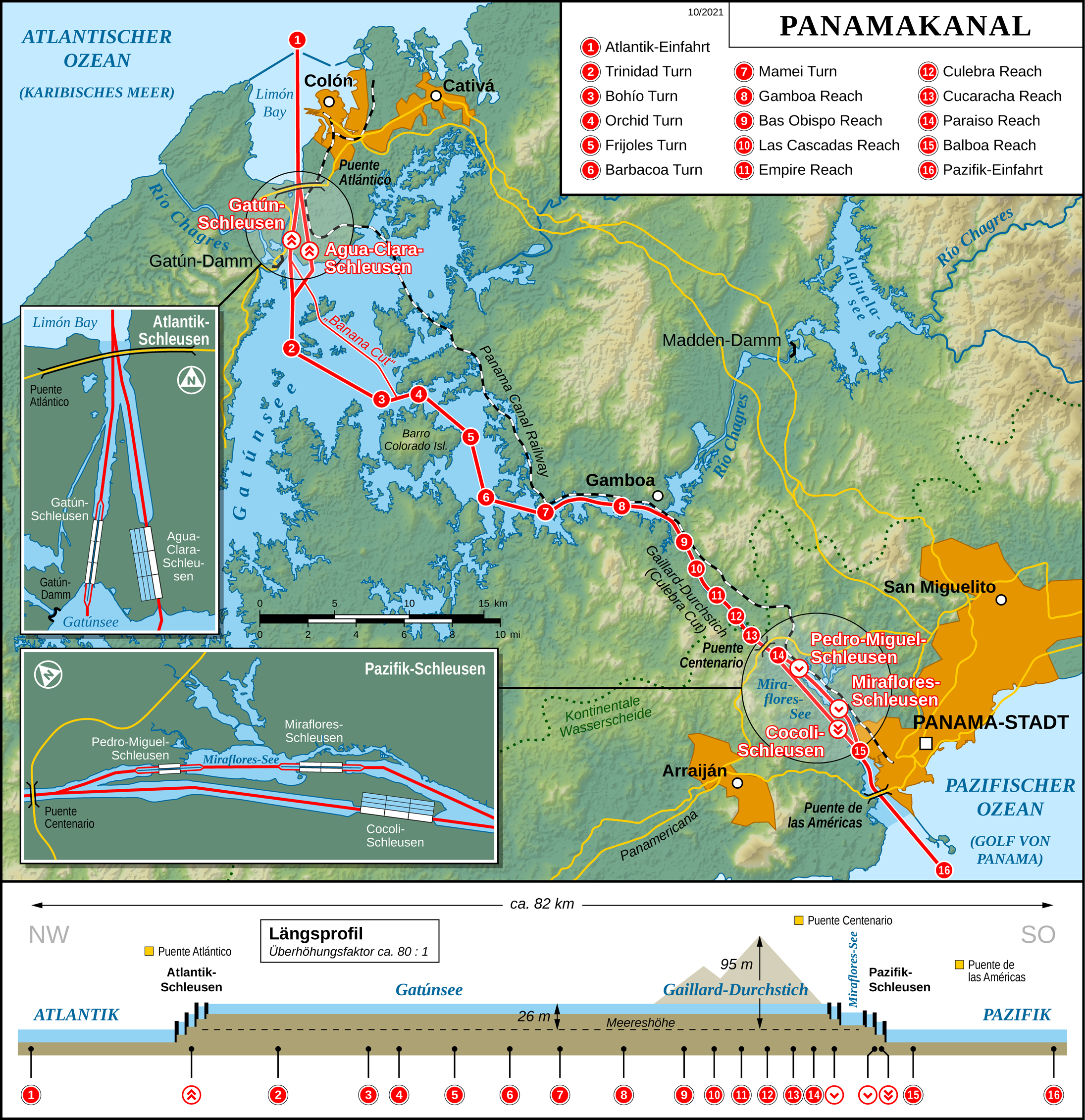
Karte und Längsprofil des Panamakanals

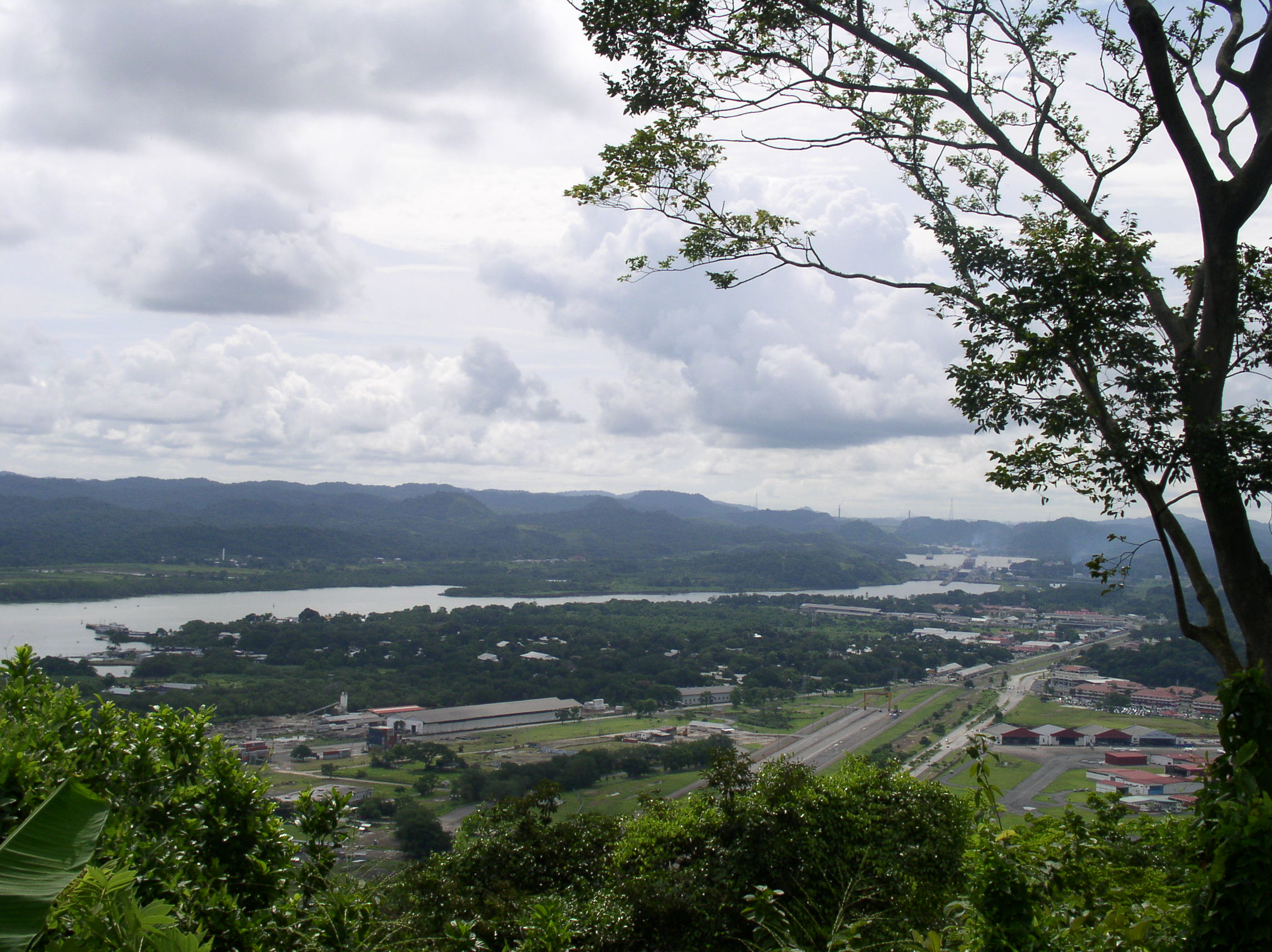
Sicht vom Cerro Ancón (Panama-Stadt) auf den Panamakanal

Der Kanal ist einschließlich der Zufahrtskanäle ungefähr 82 Kilometer lang. Er verläuft zwischen den Städten Colón an der Atlantikküste und Balboa, einem Vorort von Panama-Stadt an der Pazifikküste. Er ist durchgehend zweispurig für Gegenverkehr ausgelegt. Die dieser Beschreibung zugrunde gelegte Richtung vom Atlantik zum Pazifik gilt in der umgekehrten Richtung sinngemäß ebenso. Die Schiffe werden bei Colón durch die Gatún- bzw. die neuen Agua-Clara-Schleusen zu dem auf 26 Metern über dem Meeresspiegel aufgestauten Gatúnsee gehoben, fahren in ausgebaggerten Rinnen durch den Gatunsee und den Río Chagres, durchqueren im Gaillard-Kanal (auch Culebra Cut genannt) einen Bergrücken und werden mit den dicht aufeinanderfolgenden Pedro-Miguel- und Miraflores-Schleusen bzw. den neuen Cocoli-Schleusen wieder zum Pazifik hinabgelassen.
Der Kanal ist seit seiner Übergabe durch die Vereinigten Staaten an Panama am 31. Dezember 1999 unveräußerliches Eigentum des panamaischen Volkes und wird von der ACP (spanisch Autoridad del Canal de Panamá, deutsch ‚Panamakanal-Behörde‘, englisch Panama Canal Authority) verwaltet und betrieben. Die ACP ist eine selbstständige panamaische Behörde mit (Stand 2010) rund 9000 Mitarbeitern. Sie ist an das Abkommen über die Neutralität des Kanals gebunden, das ein Bestandteil der am 7. September 1977 zwischen den Vereinigten Staaten und Panama abgeschlossenen Torrijos-Carter-Verträge ist. Deshalb ist die ACP verpflichtet, die Benutzung Schiffen aller Nationen (auch Kriegsschiffen) ohne Diskriminierung und zu gleichen Bedingungen gegen Bezahlung der Transitgebühren zu gewähren.
Durch die Schleusen und die Puente de las Américas war die Größe der Schiffe bis Juni 2016 auf die Panamax-Maße beschränkt. Schiffe, die maximal 294,3 Meter lang und exakt 32,3 Meter breit sind, hatten in den Schleusen auf beiden Seiten noch 61 Zentimeter Abstand zu den Wänden der Schleusenkammer. Seit der Eröffnung der Erweiterung am 26. Juni 2016 kann ein Teil der Postpanamax-Schiffe den Panamakanal passieren. Die größten erlaubten Schiffsabmessungen sind seither 366 Meter Länge, 49 Meter Breite und 15,2 Meter Tiefgang (New Panamax oder Neopanamax).
Die für die Durchfahrt benötigte Zeit wird vom Andrang und von dem nicht so seltenen Nebel beeinflusst. Für gebuchte Passagen betrug sie 2011 im Durchschnitt 15,2 Stunden für die gesamte Strecke und knapp 11 Stunden von der Einfahrt in die erste Schleuse bis zur Ausfahrt aus der letzten Schleuse.
Im Jahr 2011 fuhren 14.684 Schiffe durch den Kanal, davon 6.918 Schiffe der Panamax-Klasse. Das Transportvolumen betrug 322,1 Mio. PCUMS (Einheiten des Panama Canal Universal Measurement System); die Gebührenerlöse beliefen sich auf 1,73 Milliarden Balboa (= US-Dollar). Am 4. September 2010 fuhr der chinesische Schüttgut-Frachter mit dem Namen „Fortune Plum“ (Glückspflaume) als einmillionstes Schiff seit der Eröffnung durch den Panamakanal.
Bedeutend ist der Kanal insbesondere für Transporte zwischen der Ost- und der Westküste der Vereinigten Staaten sowie für die Importe aus Asien, soweit sie zur Ostküste der Vereinigten Staaten transportiert werden. Die wichtigsten Nutzer des Kanals sind daher die Vereinigten Staaten und China. Die transportierte Warenmenge entspricht 68 % aller Waren, die in US-Häfen be- oder entladen werden; für China 23 % und für Japan 16 %.
Der Preis der Passage wird nach Art und Größe des Schiffes berechnet, seit 2011 gilt eine komplexe Gebührentabelle mit Grund- und Nebengebühren wie beispielsweise Lotsen-, Schlepper- und Lokomotivgebühren. Als Anhaltspunkt für die anfallenden Gebühren können die Basisgebühren von 72 US-Dollar pro Standardcontainer und von 134 US-Dollar pro Passagier-Bett dienen.
Vor dem Bau des Kanals führte die kürzeste nutzbare Seeverbindung von der Ostküste zur Westküste Nordamerikas durch die Magellanstraße. Durch den Kanal wurde die Seestrecke New York–San Francisco von etwa 25.000 auf zirka 10.000 Kilometer verkürzt. Die Einsparung von 15.000 Kilometern (8.100 Seemeilen) entspricht bei einer angenommenen Schiffsgeschwindigkeit von 15 Knoten einer Verkürzung der Reisezeit um rund drei Wochen.
Der Kanal wurde 1984 von der American Society of Civil Engineers in die List of Historic Civil Engineering Landmarks aufgenommen.

## Beschreibung

### Der Kanal

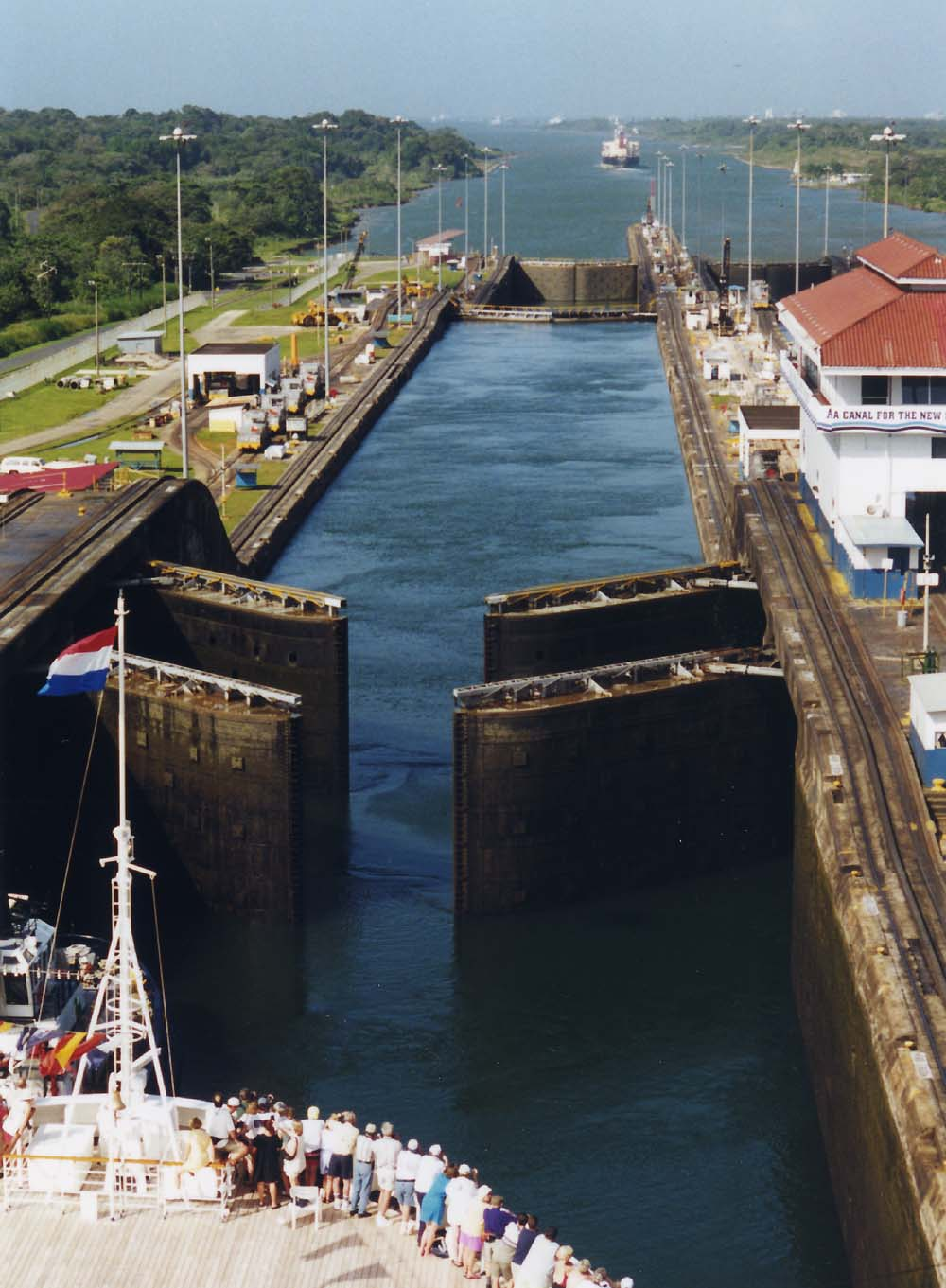
Gatún-Schleuse, Blick von der obersten Kammer, hinten der Zufahrtskanal

Der Staat Panama erstreckt sich etwa 700 Kilometer entlang des neunten Breitengrades, so dass der Atlantik beziehungsweise die Karibik nördlich und der Pazifik südlich von Panama liegen. Da der Kanal von der Einfahrt auf der atlantischen Seite aus in südöstlicher Richtung verläuft, liegt diese atlantische Einfahrt westlicher als die pazifische Ausfahrt bei Panama-Stadt. Mit anderen Worten: Der Panamakanal führt auf Grund dieser geographischen Besonderheit in West-Ost-Richtung von dem östlicher gelegenen Atlantischen Ozean in den westlich gelegenen Pazifischen Ozean.
Auf der atlantischen Seite gilt die Einfahrt in die Limón Bay (Bahía Limón) zwischen den Wellenbrechern von Colón und Fort Sherman (Fuerte Sherman) als Beginn des Kanals. Die Limón Bay dient als Reede für wartende Schiffe. Ihr 8,7 Kilometer von der Einfahrt entferntes südliches Ende ist gleichzeitig der Beginn des 3,1 Kilometer langen Zufahrtskanals zu den Gatún- und den Agua-Clara-Schleusen.
In den Gatún- bzw. den Agua-Clara-Schleusen werden die Schiffe zu dem im Mittel 26 Meter über dem Meeresspiegel liegenden, künstlich aufgestauten Gatúnsee gehoben.
Von den Gatún-Schleusen aus ist in südwestlicher Richtung der Gatún-Damm zu sehen, ein 2.300 Meter langer Erddamm, in dessen Mitte eine bogenförmige Betonmauer mit 14 großen Stahltoren den Abfluss aus dem See steuert. Hinter dem Damm liegt ein Wasserkraftwerk, das den Schleusenbetrieb und die Steuerung des Damms mit Strom versorgt. Mit dem Damm wurde der Río Chagres so weit aufgestaut, dass die Schiffe große Strecken im Gatúnsee fahren können und außerdem der Durchstich des Kanals durch die Berge nicht bis unter den Meeresspiegel ausgehoben werden musste.

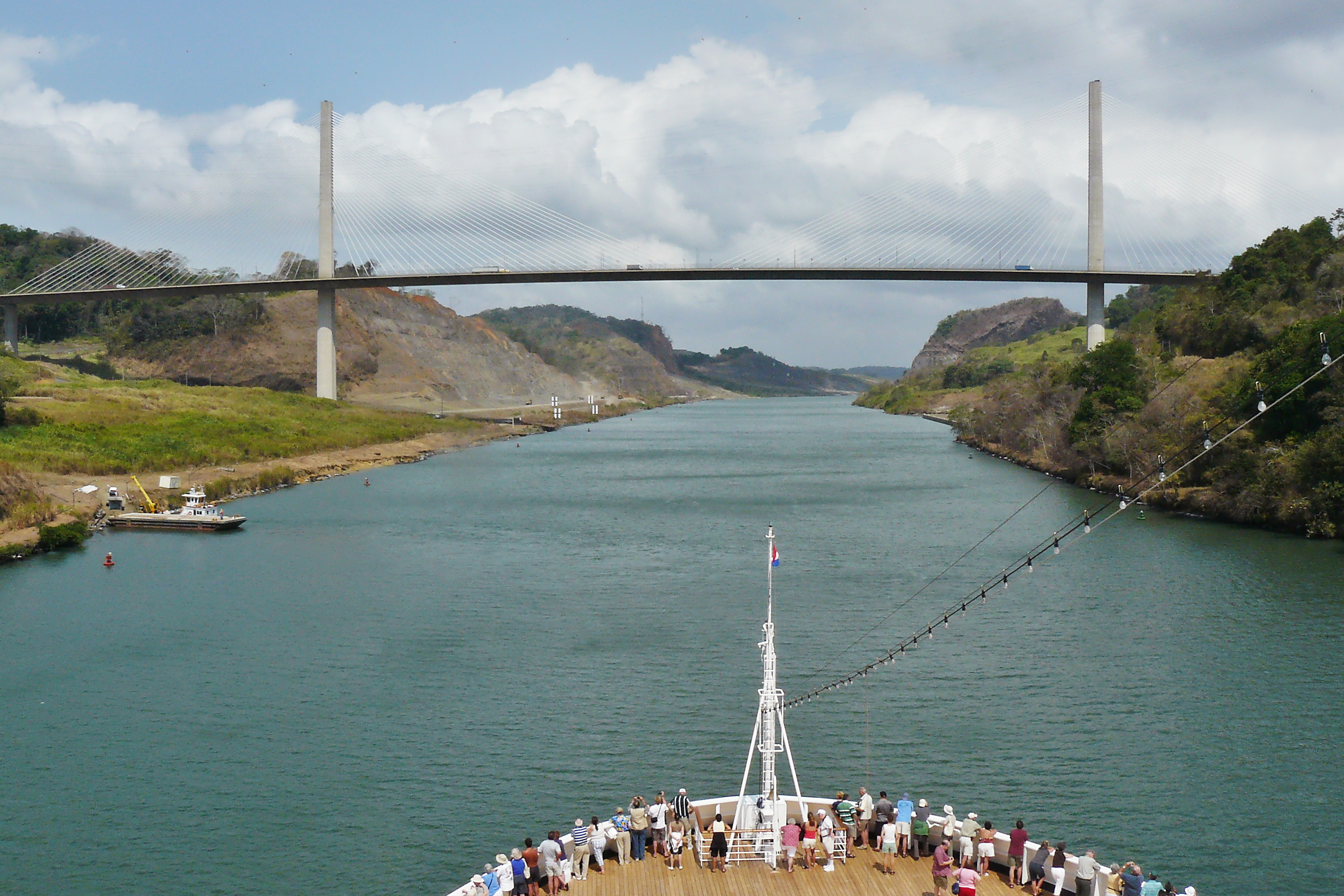
Gaillard-Durchstich, Centennial-Brücke und Gold Hill (rechtes Ufer)

Im Gatúnsee folgt der Kanal in einer ausgebaggerten und gut betonnten, etwa 29 Kilometer langen Fahrrinne dem früheren Bett des Río Chagres. Die Fahrrinne umgeht dabei verschiedene Inseln, unter anderem die größte und bekannteste Insel, Barro Colorado Island (BCI) mit der gleichnamigen Forschungsstation der Smithsonian Institution. Auf Grund der seit 1946 durchgeführten intensiven Beobachtung durch internationale Forscher gilt der tropische Regenwald auf BCI als der besterforschte der Erde. Kleinere Boote, wie die Dienstboote der Panama Canal Authority und private Segeljachten, können im Gatunsee eine Banana Cut genannte Abkürzung durch eine enge Passage zwischen zwei kleineren Inseln nehmen.
Der Gatúnsee geht in den immer noch aufgestauten Teil des Río Chagres über, dem die Schiffe über 8 Kilometer lang bis zu dem Ort Gamboa folgen. Dort beginnt der rund 13 Kilometer lange Culebra Cut oder Gaillard-Durchstich durch die Berge der kontinentalen Wasserscheide. Der Kanal war auf dieser Strecke ursprünglich nur 152 Meter breit, so dass für große Schiffe kein Begegnungsverkehr möglich war. 2002 wurde der Abschnitt auf 192 Meter in den Geraden und auf 222 Meter in Kurven erweitert. Seither kann ständig in beide Richtungen gefahren werden, was zu einer Zeitersparnis von mehr als 16 % führte.
Kurz vor dem Ende des Gaillard-Durchstichs überquert die Puente Centenario (Centennial Bridge, Jahrhundertbrücke), eine sechsstreifige Schrägseilbrücke, den Kanal in 80 Metern Höhe.
Nach dem Gaillard-Durchstich teilt sich der Kanal. Die Schiffe nehmen entweder den alten Weg über die Pedro-Miguel-Schleuse, die den Abstieg zum Pazifik einleitet und in den ebenfalls künstlich aufgestauten, nur rund zwei Kilometer langen Miraflores-See führt. Auf der anderen Seite des 16,5 Meter über dem mittleren Wasserspiegel des Pazifik liegenden Sees befindet sich die Einfahrt in die Miraflores-Schleusen. Unmittelbar neben der Schleuseneinfahrt beginnt der Miraflores-Damm, eine 133 Meter lange Gewichtsstaumauer aus Beton mit acht anhebbaren Stahltoren zur Steuerung des Abflusses aus der Pedro-Miguel-Schleuse und aus dem in den See mündenden Río Cocoli.
Alternativ fahren sie in einer eigenen Kanalrinne zu den Cocoli-Schleusen, die sie direkt zum Niveau des Pazifik hinabschleusen.
Nach den Miraflores bzw. Cocoli-Schleusen folgt ein natürlicher Zufahrtskanal vorbei an den Hafenanlagen von Balboa und unter der Puente de las Américas (Brücke der Amerikas) hindurch in den Golf von Panama. Die Puente de las Américas hat eine lichte Höhe von 61,3 m über MHW – mittlerem Hochwasser, weshalb die Höhe der Schiffe auf 57,91 m (190 Fuß) über der Wasserlinie begrenzt ist. Der Anfang beziehungsweise das Ende des Kanals auf der pazifischen Seite wird durch eine Boje bei der Isla Perico am Ende eines langen Dammes markiert. Die Strecke von den Schleusen bis zu der Boje ist gut 12 Kilometer lang. Der Damm dient hier weniger dem Schutz vor anbrandenden Wellen. Er soll vielmehr den Eintrag von Schlamm durch eine entlang der Küste verlaufende Strömung verhindern.
Um bei den zahlreichen Kurven und Richtungsänderungen keine Missverständnisse aufkommen zu lassen, werden alle vom Atlantik zum Pazifik fahrenden Schiffe als southbound (südwärts fahrend), die in der Gegenrichtung zum Atlantik fahrenden Schiffe als northbound (nordwärts fahrend) bezeichnet.

### Die Schleusen

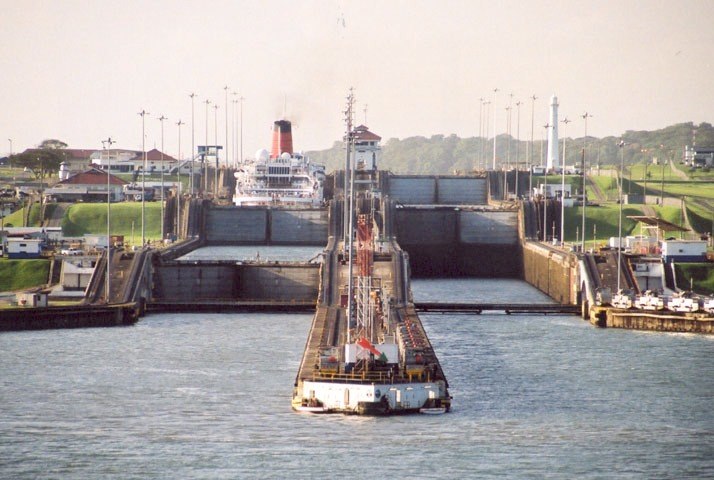
Gatún-Schleusen, vorn knapp über dem Wasser die ausgefahrenen Kfz-Brücken

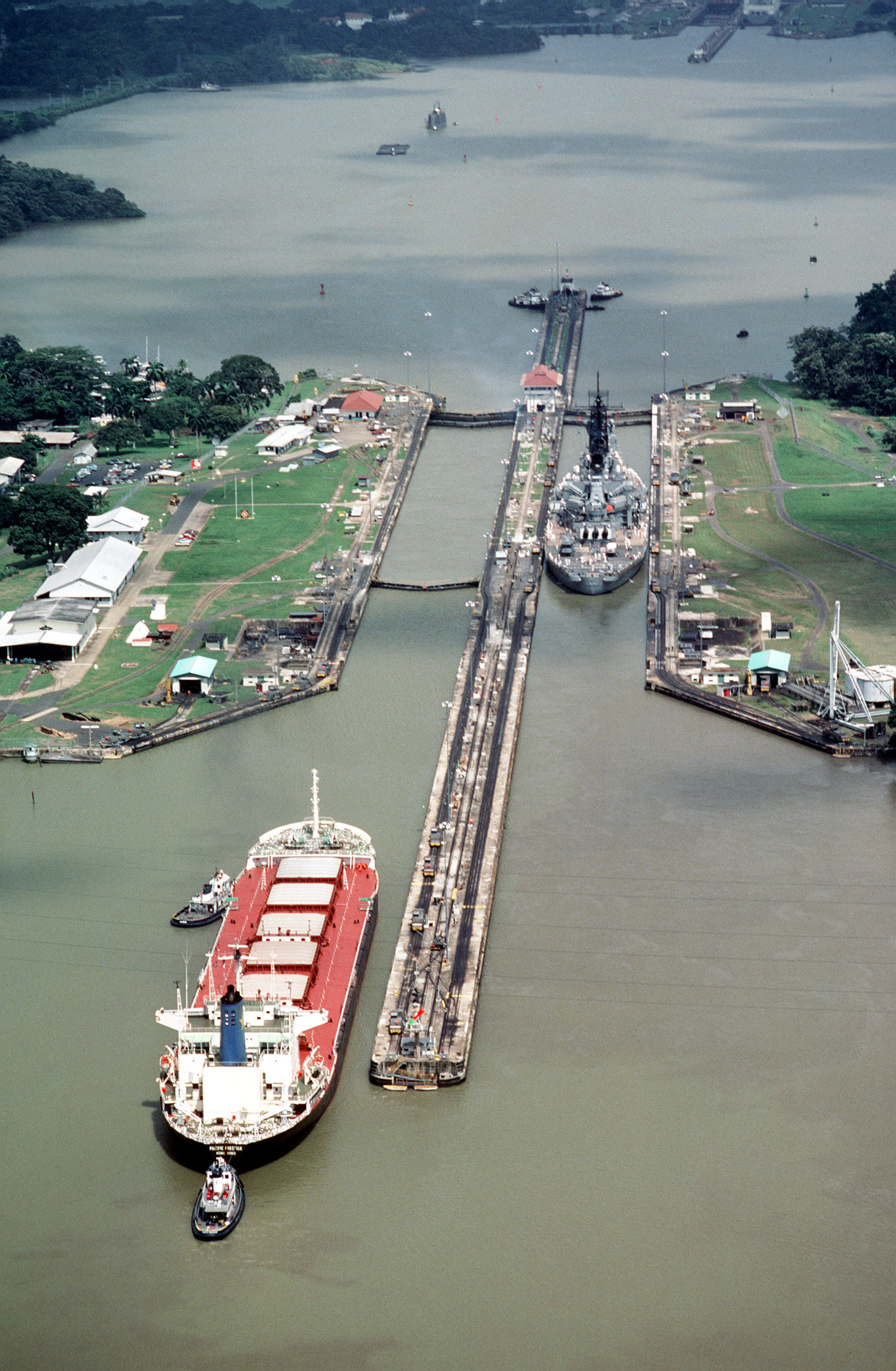
Pedro-Miguel-Schleuse, ganz hinten der Pier der Miraflores-Schleusen

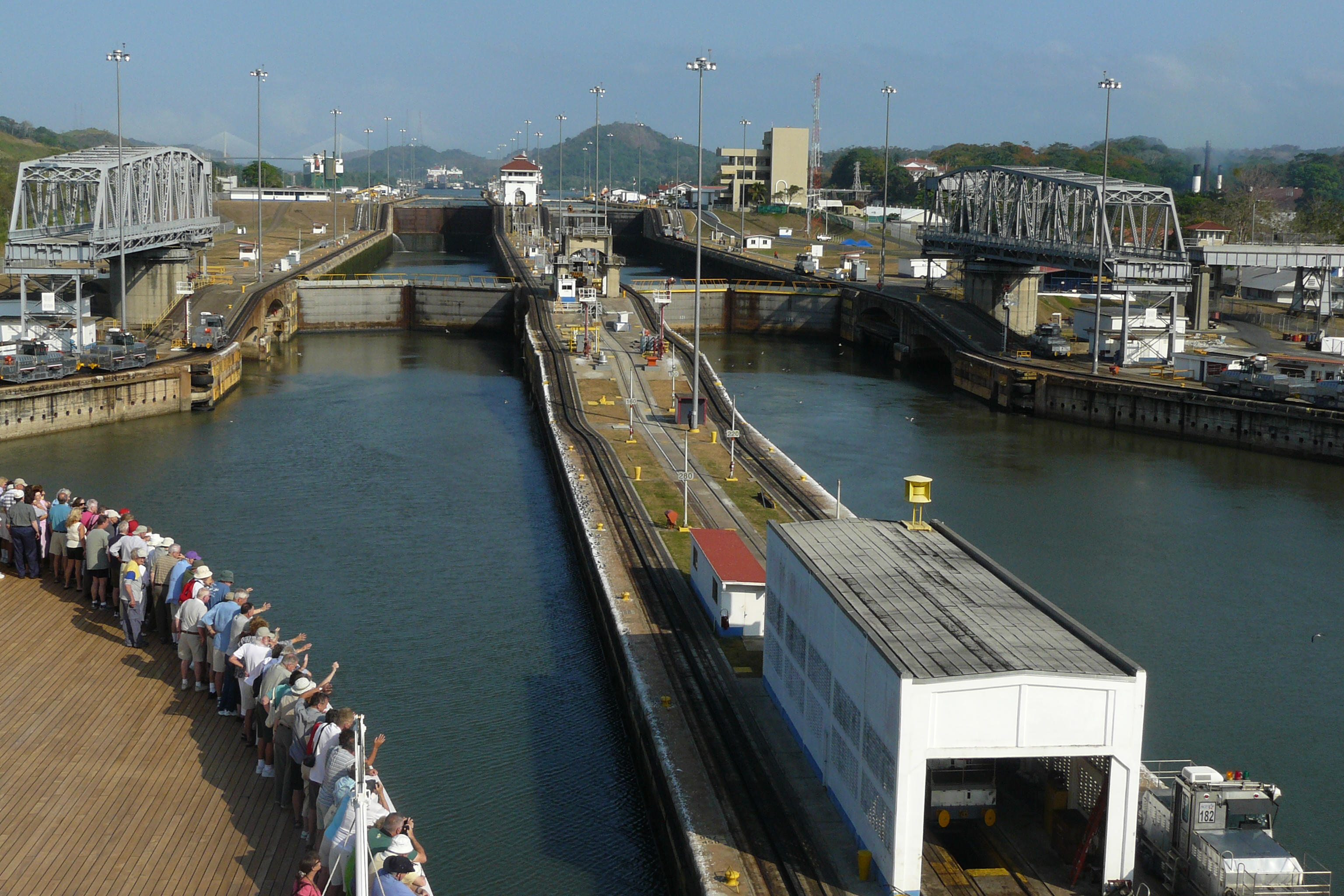
Miraflores-Schleusen, an den Bildrändern die Drehbrücke

Der Panamakanal hat fünf Schleusenanlagen. Die alten Schleusenanlagen sind für den Begegnungsverkehr und als Vorsorge für Wartungsunterbrechungen jeweils paarweise angelegt:
- Die Gatún-Schleusen befinden sich auf der atlantischen Seite unmittelbar nach dem Zufahrtskanal, die die Schiffe mit drei direkt aufeinanderfolgenden Schleusenkammern zu dem 25,9 Meter (85 Fuß)[22] über dem Meeresspiegel liegenden Gatúnsee heben. Die Schiffe fahren dabei von einer Schleusenkammer direkt in die nächste, das obere Tor der einen Kammer ist gleichzeitig das untere Tor der nächsten Kammer. Der Tidenhub beträgt in dem Zufahrtskanal nur 0,6 Meter und hat deshalb so gut wie keinen Einfluss auf den Schleusenbetrieb. Auch der Seespiegel im Gatúnsee steigt bis maximal 26,5 Meter (87 Fuß) über den Meeresspiegel, so dass diese Differenz ohne weiteres von der oberen Schleusenkammer verarbeitet werden kann. Die drei Kammern haben daher einen Hub beziehungsweise eine Fallhöhe von jeweils knapp neun Metern.
- Die Agua-Clara-Schleusen sind die Neopanamax-Schleusen auf der atlantischen Seite des Kanals. Die als Sparschleuse gebaute Schleusenanlage liegt etwas östlich der Gatún-Schleusen und besteht aus drei hintereinanderliegenden Schleusenkammern mit drei großen Sparbecken. Nach Süden schließt die Schleusenanlage direkt zum Gatúnsee ab, im Norden befindet sich ein Zufahrtskanal, der zusammen mit dem Zufahrtskanal der Gatún-Schleusen in die Bahía Limón mündet.
- Die Pedro-Miguel-Schleusen liegen am Ausgang des Gaillard-Durchstichs an der pazifischen Seite mit nur einer Schleusenkammer mit einem Hub von 9,5 Metern (31 Fuß).
- Die Miraflores-Schleusen sind auf der pazifischen Seite an dem dortigen Zufahrtskanal mit zwei direkt aufeinanderfolgenden Schleusenkammern und mit einem Hub beziehungsweise einer Fallhöhe von nominal insgesamt 16,5 Metern (54 Fuß) zu finden. Allerdings liegt der Wasserspiegel des Pazifik hier im Mittel um 20 Zentimeter höher als der des Atlantiks vor den Gatún-Schleusen[23] und der Tidenhub beträgt bis zu 6,55 Meter.[24] Die Miraflores-Schleusen müssen daher einen Höhenunterschied zwischen mindestens 13 Meter und höchstens fast 20 Meter (65 Fuß) überwinden.
- Die Cocoli-Schleusen als Neopanamax-Schleusen auf der pazifischen Seite liegen etwas südlich der Miraflores-Schleusen. Sie sind wie die Aqua-Clara-Schleusen Sparschleusen und bestehen aus drei hintereinander liegenden Schleusenkammern nebst den entsprechenden Sparbecken.

#### Maße der Schleusenkammern

##### Maße der alten Panmax-Schleusen
Die Schleusenkammern der alten Panmax-Schleusen haben folgende Maße:
- Die Breite aller Kammern beträgt 33,53 Meter (110 Fuß).
- Die Länge der Kammern ist meist 327,66 Meter (1075 Fuß). Die oberste Kammer der Gatún-Schleusen und die Kammer der Pedro-Miguel-Schleuse sind innen jedoch nur 304,8 Meter (1000 Fuß) lang, da sie auf beiden Seiten doppelte Tore mit einem Abstand von etwa 24 Meter (80 Fuß) haben.[25]
- Die Tiefe der Kammern der Gatún-Schleusen beträgt 23,16 Meter (76 Fuß), die Kammern der anderen Schleusen sind entsprechend dem größeren Hub noch tiefer. Da der Wasserzu- und -ablauf der Kammern über große Öffnungen im Boden erfolgt, muss unter dem Schiffsboden noch ausreichend Raum für die Wasserströme sein.

##### Maße der 2016 fertiggestellten Neopanmax-Schleusenkammern
Quelle:
- Breite: 55 m
- Länge: 427 m
- Tiefe: 18,3 m

#### Zulässige Schiffsmaße
Die zulässigen Panmax-Schiffsmaße waren vor der Eröffnung der Neopanmax-Schleusen:
- Breite: 32,31 Meter (106 Fuß); mit Sondergenehmigung 32,6 Meter (107 Fuß), sofern der Tiefgang weniger als 11,3 Meter (37 Fuß) beträgt.
- Länge: 294,13 Meter (965 Fuß) für Passagier- und Containerschiffe, sonst 289,6 Meter (950 Fuß); Schiffe, die länger sind als 274,3 Meter (900 Fuß), müssen vor der ersten Durchfahrt diverse Unterlagen wie Querschnittspläne usw. einreichen.
- Tiefgang: 12,04 Meter (39,5 Fuß) TFW (in tropical fresh water – in Süßwasser unter tropischen Bedingungen),[28] vorausgesetzt, eine Reihe technischer Details ist erfüllt. Dieser Tiefgang bietet auch bei einem niedrigen Wasserstand des Gatunsees von 24,84 Metern (81,5 Fuß) in kritischen Kanalpassagen noch 1,5 Meter (5 Fuß) Wasser unter dem Kiel und mindestens 0,6 Meter (2 Fuß) Wasser über den Schleusenschwellen.
- Höhe: 57,91 Meter (190 Fuß) über der Wasserlinie wegen der Durchfahrt unter der Puente de las Américas; in Ausnahmefällen mit vorheriger Genehmigung durch die Kanalbehörde bis zu 62,5 Meter (205 Fuß), sofern in Balboa Niedrigwasser ist und kein Wartungsgerät unter der Puente de las Américas hängt.[29]

Ein Schiff mit genau der zulässigen Breite und Länge hat somit an beiden Seiten noch 2 Fuß (0,61 Meter) Abstand zur Kanalwand und an Bug und Heck noch 17,5 Fuß (5,33 Meter) Abstand zu den Schleusentoren der kürzeren Kammern. Die Schiffsklasse, die an diese zulässigen Schiffsmaße angepasst ist, wird Panamax genannt. Schiffe, die diese Maße überschreiten, werden Post-Panamax-Schiffe genannt.
Das Luxuskreuzfahrtschiff Queen Elizabeth 2 wurde so konstruiert, dass es gerade noch in die Schleusen des Panamakanals passt (Panamax-Klasse). Die Nachfolgerin Queen Mary 2 ist deutlich größer und kann den Panamakanal erst seit Abschluss der Erweiterungen bei Niedrigwasser passieren.
Die zulässigen Schiffsmaße für die neuen Neopanamax-Schleusen sind:
Länge: 367,28 m (400 m für nicht selbstangetriebene Schiffe); Breite: 51,25 m; Höhe: 57,91 m; Tiefgang: 15,24 m; Tragfähigkeit: 120.000 DWT / 13.000 TEU

#### Schleusentore (Panmax)

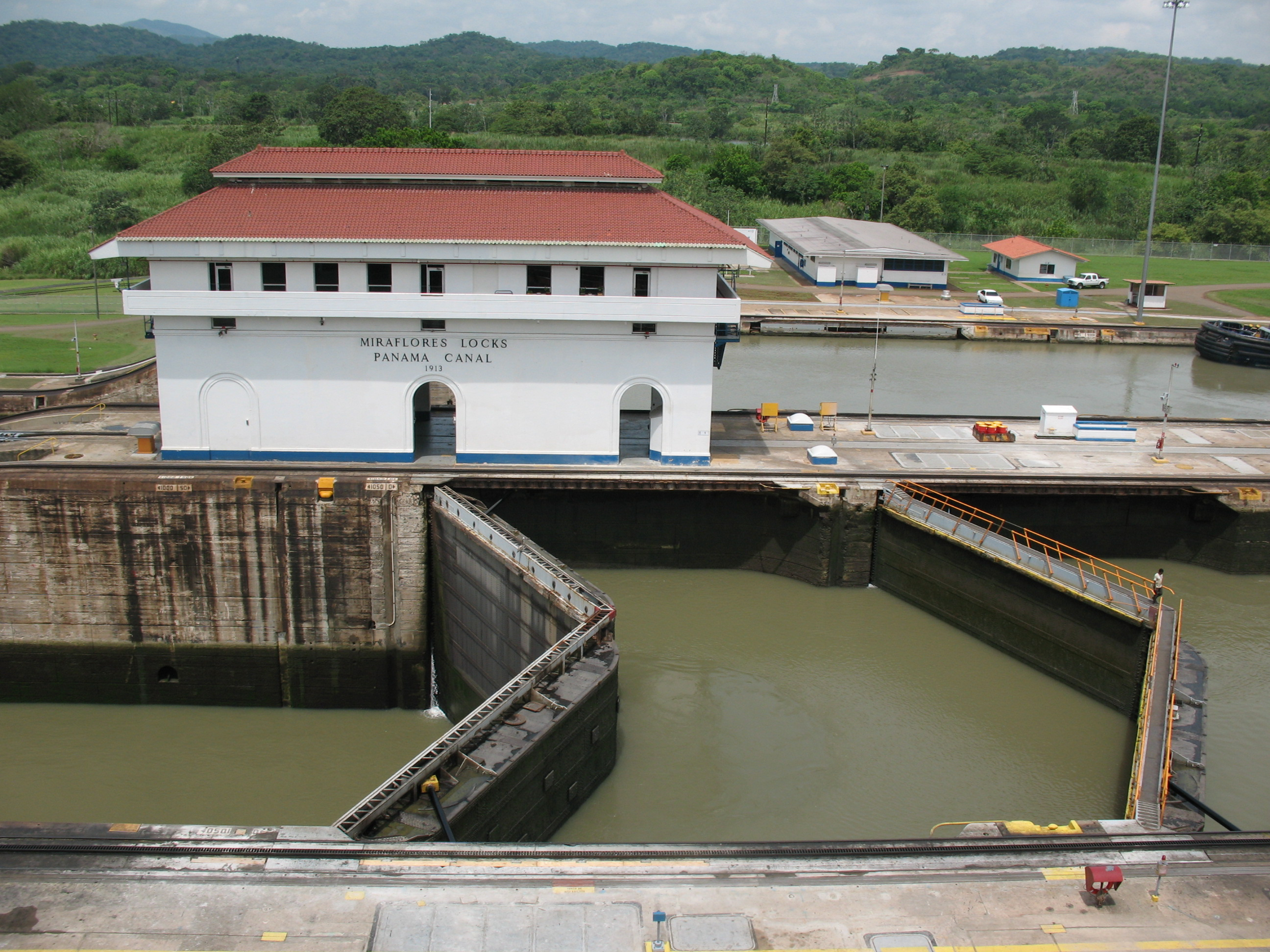
Doppeltes Tor in den Mirafloresschleusen

Die beiden obersten Kammern der Gatún-Schleusen, die Pedro-Miguel-Schleuse und die oberste Kammer der Miraflores-Schleusen haben an beiden Enden aus Sicherheitsgründen doppelte Schleusentore im Abstand von ungefähr 24 m (80 Fuß). Die Gatún-Schleusen haben somit sechs Tore pro Richtung, die Pedro-Miguel-Schleuse vier Tore und die Miraflores-Schleusen fünf Tore pro Richtung, zusammen somit 15 Tore beziehungsweise in beiden Richtungen insgesamt 30 Tore. Jedes Tor hat zwei zum Oberwasser schließende Stemmtore, die beim Absenken des Unterwassers vom steigenden Wasserdruck gegeneinandergepresst und abgedichtet werden. Jeder Torflügel ist 19,81 m (65 Fuß) breit und 2,13 m (7 Fuß) stark. Seine Oberkante ist als Gehweg für das Schleusenpersonal ausgebildet. Der untere Teil der Torflügel enthält Hohlkörper, die ihm so viel Auftrieb geben, dass sie sich relativ leicht bewegen lassen. Die Höhe der Torflügel variiert je nach ihrem Einsatzort zwischen 14,33 m im oberen Tor der Gatún-Schleusen und 25 m in den Miraflores-Schleusen (zwischen 47 und 82 Fuß) und ihr Gewicht zwischen 320,96 Tonnen und 600,73 Tonnen (353,8 und 662,2 Short tons). Ursprünglich wurden die Tore von einem stählernen Arm bewegt, der an einem horizontalen Rad mit 6 Meter Durchmesser in den Wänden der Schleusenkammern angebracht war, ähnlich der Pleuelstange am Treibrad einer Dampflokomotive. Dabei genügten zwei 19-kW-Elektromotoren für die Bewegung eines Torflügels, der im Notfall auch von einem der Motoren bewegt werden konnte. Seit einigen Jahren werden die Torflügel hydraulisch bewegt.

#### Wasserzu- und -abfluss
Die parallelen Schleusenkammern sind durch eine 18,29 m (60 Fuß) dicke Betonwand getrennt, in deren oberem Teil sich ein Gang für das Personal, ein Kabelkanal und eine Abwasserleitung befinden. Die Seitenwände sind an der Basis 15,24 m stark und verjüngen sich nach oben auf rund 2 Meter. Im unteren Teil der drei Wände verlaufen die Zu- und Abflussleitungen der Schleusenkammern, die am Einlass zunächst einen Durchmesser von 6,7 m (22 Fuß) haben, der nach 97,5 m (320 Fuß) reduziert wird auf 5,49 m (18 Fuß). Je zehn elliptische Querverbindungen unter dem Boden der Kammern sind abwechselnd mit dem Seiten- und dem Mittelrohr verbunden. Sie haben jeweils fünf Öffnungen im Boden der Schleusenkammer, so dass das Wasser durch 100 Öffnungen im Boden mit geringen Turbulenzen ein- und ausfließen kann.
Die Schleusenkammern werden allein durch die Schwerkraft des Wassers gefüllt und geleert, es gibt dafür keine Pumpen. Es dauert ungefähr acht Minuten, um eine Kammer zu füllen oder zu leeren, das heißt, den Wasserspiegel vom Niveau des Unterwassers auf das des Oberwassers anzuheben und umgekehrt. Der Schleusungsvorgang mit Ein- und Ausfahrt der Schiffe dauert wesentlich länger als die genannten 8 Minuten. Dabei laufen typischerweise 101.000 m³ Wasser aus der Kammer oder in sie. Diese alten Schleusen haben keine Sparbecken. Um Wasser zu sparen, kann jedoch die Verbindung zwischen den parallelen Schleusen genutzt werden. Eine Schleusung im Sinne einer Durchfahrt durch alle Schleusen soll 197.000 m³ Süßwasser verbrauchen (52 Millionen US-Gallonen).

#### Treidelbahn

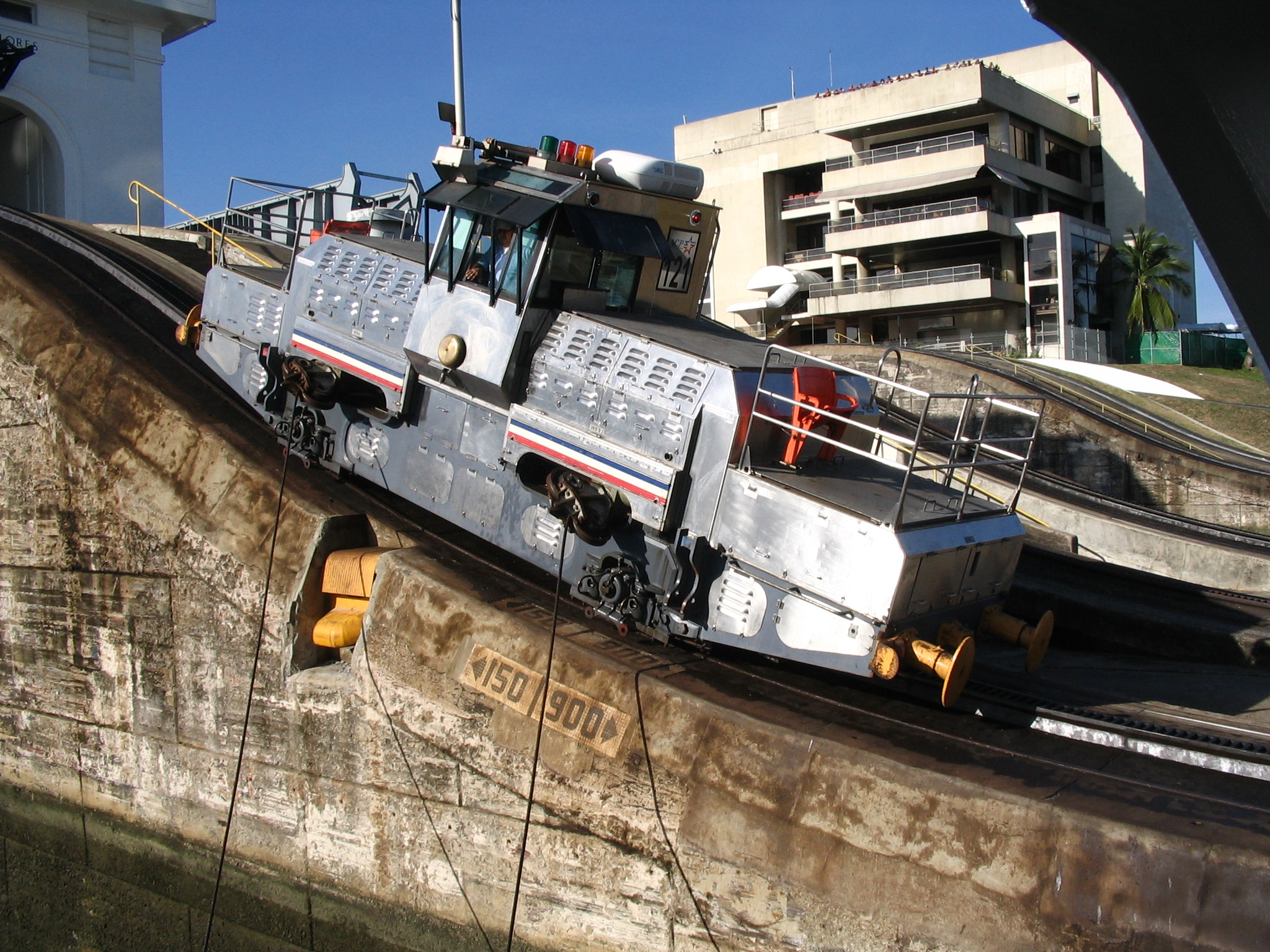
Muli in den Miraflores-Schleusen

Bei den alten Panamax-Schleusen wird eine Treidelbahn eingesetzt. Sie hat die Aufgabe, die Schiffe in der Schleusenkammer präzise zu positionieren sowie deren Fahrt vor den Schleusentoren abzubremsen, wodurch eine schnelle Passage der Schiffe durch die Schleusenanlagen gewährleistet wird. Auf beiden Seiten der Schleusenkammern verläuft eine in russischer Breitspur angelegte Zahnradbahn, die das Zahnstangensystem Riggenbach verwendet. Je nach Größe des Schiffes werden beidseits des Schiffes vier bis acht Treidellokomotiven eingesetzt, die als mules (deutsch „Mulis“, nach dem Maultier) bezeichnet wurden. Sie stabilisieren die Schiffe in der Mitte der Schleusenkammer, so dass das Schiff trotz der auftretenden Strömung bei Wasserein- und -auslass die Wände nicht berührt. Dabei können sie auf bis zu 500 Promille steilen Rampen (entspricht einem Winkel von 26.565°) von einer Schleusenkammer zur nächsten fahren. Das Zahnradbahnsystem und die Lokomotiven wurden von Edward Schildhauer konstruiert, dem für die Planung der elektrischen Ausstattung der Schleusen zuständigen Ingenieur, und in Schenectady, New York, zu einem Preis von 13.000 US-Dollar pro Stück gebaut und geliefert. Um eine bessere Traktion zu erreichen, werden spezielle Zahnstangen verwendet, die auf dem System Riggenbach beruhen. Die seit 2012 im Einsatz befindlichen neuen Lokomotiven wurden 1998 bei der Mitsubishi Corporation bestellt. Sie wiegen rund 45 Tonnen (50 tons) und haben zwei Antriebseinheiten mit jeweils 290 PS, gegenüber den 170 PS des Vorgängermodells. Kleine Schiffe werden dagegen in traditioneller Weise mit von Hand gehaltenen Leinen geführt.

### Neopanmax-Schleusen
Die neuen Agua-Clara- und Cocoli-Schleusen sind Sparschleusen mit seitlich angeordneten Sparbecken. Ihre Schleusentore sind jeweils doppelte Schiebetore, die zur Öffnung in seitlich der Schleusenkammer angeordnete Aussparungen geschoben werden.

### Häfen
Große Häfen befinden sich an den beiden Einfahrten in den Panamakanal: am Atlantik in Colón und am Pazifik in Balboa. Die beiden dortigen Containerhäfen betreibt das chinesische Unternehmen Hutchison Ports, eine Tochter der CK Hutchison Holding.
Hutchison gab am 4. März 2025 bekannt, dass 90 Prozent der Anteile an der Panama Ports Company und Anteile an weiteren Häfen außerhalb der VR China für 19 Milliarden US-Dollar an eine Unternehmensgruppe unter Führung des Investors BlackRock verkauft werden sollen. 
US-Präsident Donald Trump hatte massiven Druck auf Hutchison ausgeübt.

## Wasserhaltung
Der Wasserverlust durch die Schleusungen wird durch den Río Chagres ausgeglichen, wobei der Gatúnsee als Pufferspeicher wirkt. Da zunehmender Verkehr zwangsläufig zu einem größeren Wasserverlust führt, wurde bereits 1935 der Oberlauf des Río Chagres durch den Madden-Damm zum Alajuelasee aufgestaut, um die großen Wassermassen der Regenzeit für die Trockenzeit speichern zu können. Sollte der Wasserspiegel des Gatunsees dennoch unter die für den maximalen Tiefgang der Schiffe ausschlaggebende Niedrigwassermarke von 24,84 Meter (81,5 Fuß) fallen, wird der zulässige Tiefgang schrittweise um jeweils 15 cm reduziert, nach Möglichkeit mit dreiwöchiger Ankündigung.
Extrem hoher Zulauf kann weitgehend durch die großen Tore des Gatún-Dammes und durch die großen Rohre in den Schleusen abgeführt werden, um den Wasserspiegel im Gatúnsee nicht über 26,5 Meter (87 Fuß) ansteigen zu lassen. In großen zeitlichen Abständen führt der Río Chagres allerdings so viel Wasser, dass sowohl der Alajuela- als auch der Gatúnsee ihren maximalen Füllstand erreichen. So musste der Schiffsverkehr auf dem Panamakanal vom 8. zum 9. Dezember 2010 für 17 Stunden unterbrochen werden – zum dritten Mal in der bis dahin 96-jährigen Geschichte des Kanals.

Die 2016 eröffneten Schleusen wurden als Sparbecken gebaut. Sie können Wasser für Schleusengänge mehrmals verwenden.
Ausbleibender Regen führt zunehmend zu niedrigen Pegelständen im Gatúnsee und damit im Panamakanal selbst.
Im Juli 2023 musste wegen Wassermangels die Zahl der Passagen von 36–38 auf 30–32 Schiffe pro Tag und der maximale Tiefgang auf 13,4 Meter beschränkt werden. Im Gegensatz zu früheren Einschränkungen wegen Trockenheit mussten sie dieses Mal bereits während der Regenzeit (Mai bis November) verhängt werden.
Bei niedrigem Wasserstand im Kanal kann der Tiefgang großer Hochsee-Containerschiffe auf das erforderliche Maß verringert werden, indem ein Teil ihrer Ladung auf Züge verladen wird und den Isthmus auf der parallel zum Kanal verlaufenden Eisenbahnstrecke quert.
Anfang November 2023 wurde wegen der Trockenheit die Zahl der täglichen Durchfahrten von 31 auf 25 Schiffe reduziert. Für die kommenden Monate wurde die Zahl der garantierten Durchfahrten weiter reduziert.

### Allgemeines

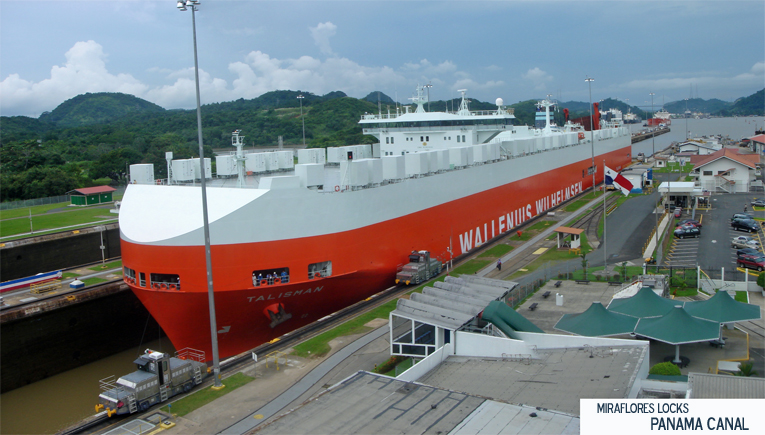
Die Talisman in der oberen Kammer der Miraflores-Schleusen

Nach den traditionellen Regeln der Autoridad del Canal de Panamá (ACP) erfolgt die Durchfahrt in der Reihenfolge der Ankunft. Dabei können Wartezeiten von mehreren Stunden entstehen, im Fall der Schließung einer Fahrspur wegen Reparaturarbeiten an den Schleusenkammern auch von mehreren Tagen. Deshalb können pro Tag 24 Passagen (von insgesamt etwa 40 möglichen Durchfahrten) in einem komplexen Verfahren im Voraus gebucht werden, eine 25. Passage wird von der ACP versteigert.
Die Autoridad del Canal de Panamá (ACP) hat für den Schiffsverkehr 291 Lotsen und 36 Schlepper zur Verfügung, während in den Schleusen 100 Lokomotiven im Einsatz sind (Stand Mai 2012). Die Schiffe müssen einer Reihe von technischen Vorschriften entsprechen, die vor der ersten Passage nachgewiesen werden. Im Kanal besteht Lotsenpflicht, eine Passage wird von bis zu drei Lotsen gleichzeitig begleitet. Vor den Schleusen wird eine Gruppe von Pasacables (in etwa: Schiffsbefestiger) an Bord genommen, die die Leinenverbindung zu den Lokomotiven herstellen und bis zur Ausfahrt aus der Schleuse überwachen. Im engen und kurvigen Culebra Cut erhalten große Schiffe meist die Unterstützung von ein oder zwei Schleppern. Die Höchstgeschwindigkeit wird von der ACP für die verschiedenen Kanalabschnitte je nach den Umständen festgelegt, meist wird mit 6 kn (11 km/h) gefahren.

### Passagegebühren

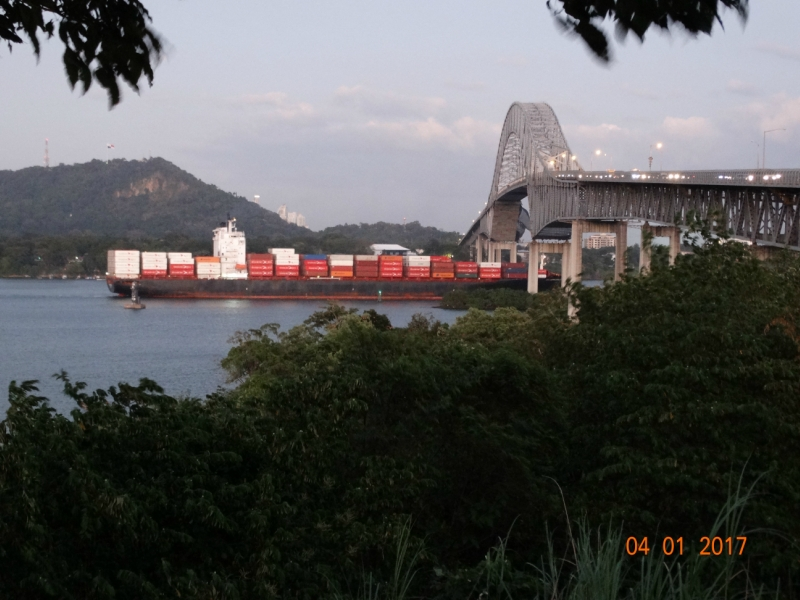
Ein Containerschiff unter der Puente de las Américas

Die Gebühren für eine Passage werden nach einer seit 2011 geltenden, komplexen Gebührentabelle berechnet, bei der unterschieden wird zwischen Art und Größe des Schiffes, ob es beladen oder unter Ballast fährt und die eine Vielzahl von Grund- und Nebengebühren enthält, wie beispielsweise die Gebühren für Lotsen, Pasacables, Lokomotiven und Schlepper. Als Anhaltspunkt für die anfallenden Gebühren können die Basisgebühren von 72 US-Dollar pro Standardcontainer und von 134 US-Dollar pro Passagier-Bett dienen. Für ein Containerschiff mit den maximal möglichen 4.600 TEU würden daher Grundgebühren von 340.400 US-Dollar anfallen zuzüglich der genannten Nebengebühren. Für ein auf die Panamax-Maße hin konstruiertes Kreuzfahrtschiff wie die Coral Princess oder ihr Schwesterschiff Island Princess mit jeweils 1.970 Passagierbetten wird deshalb eine Grundgebühr von 263.980 US-Dollar zuzüglich der Buchungsgebühr für die Passage und den sonstigen Nebengebühren bezahlt, so dass insgesamt knapp 400.000 US-Dollar anfallen (Stand April 2012). Zum Vergleich: Die Queen Elizabeth 2 musste für ihre Panamakanal-Passage im Jahre 2003 vor der Umstellung der Gebühren auf die Anzahl der Passagierbetten nur 99.000 US-Dollar bezahlen.
Ebenfalls vor der Einführung der neuen Gebührentabelle betrug der höchste Preis für eine versteigerte Passage 220.300 US-Dollar für einen Tanker, der im August 2006 dadurch eine Warteschlange von 90 Schiffen passieren und eine siebentägige Wartezeit wegen der Schließung einer Schleuse vermeiden konnte. Die normale Gebühr hätte nur 13.430 US-Dollar betragen.
Die derzeit höchste Gebühr, ebenfalls für eine versteigerte Passage, liegt bei knapp 4 Mio. US-Dollar (Stand Nov. 2023).
Die niedrigste Gebühr fiel im Jahre 1928 für den US-Amerikaner Richard Halliburton (1900–1939) an, den ersten Menschen, der den Panamakanal durchschwamm. Der weltreisende Journalist und Abenteurer war im April 1928 von New Orleans aus nach Mexiko aufgebrochen. Dort wandelte er auf den Spuren von Hernán Cortés und bestieg den Popocatépetl. Krönender Abschluss seiner Tour durch Mittelamerika sollte die Benutzung des Panamakanals als Schwimmer werden. Die US-Kanalbehörde war einverstanden unter dem Vorbehalt, dass sie nur einem „Wasserfahrzeug“ die „Durchfahrt“ gestatten könne. Halliburton wurde daher nach dem Schiffsmaß Tonnage vermessen und eingestuft und durfte gegen eine Gebühr von 36 US-Cent, das niedrigste jemals entrichtete Entgelt, seinen Plan umsetzen. In acht Tagesetappen bewältigte er die Strecke inklusive aller Schleusen.

## Betriebsmittel
Die Autoridad del Canal de Panamá (ACP) unterhält eine Verkehrslenkungszentrale, die Wasserkraftwerke am Gatún- und am Madden-Damm, das thermoelektrische Kraftwerk von Miraflores, eigene Leitungsnetze für Strom, Wasser und Telefon sowie verschiedene Schiffe zur Instandhaltung des Kanals, darunter einen großen Greiferbagger und ein Saugbaggerschiff sowie eine Bohrplattform für die Vorbereitung von Sprengungen. Vier Schwimmkräne mit einer Kapazität von 75 bis 386 Tonnen dienen unter anderem der Wartung der Schleusentore. Zwei Trinkwasseraufbereitungsanlagen an den beiden Enden des Kanals versorgen nicht nur die ACP, sondern auch große Teile der umliegenden Städte. Eine Schiffswerft dient der Wartung und Reparatur der Wasserfahrzeuge der ACP.

## Querungen

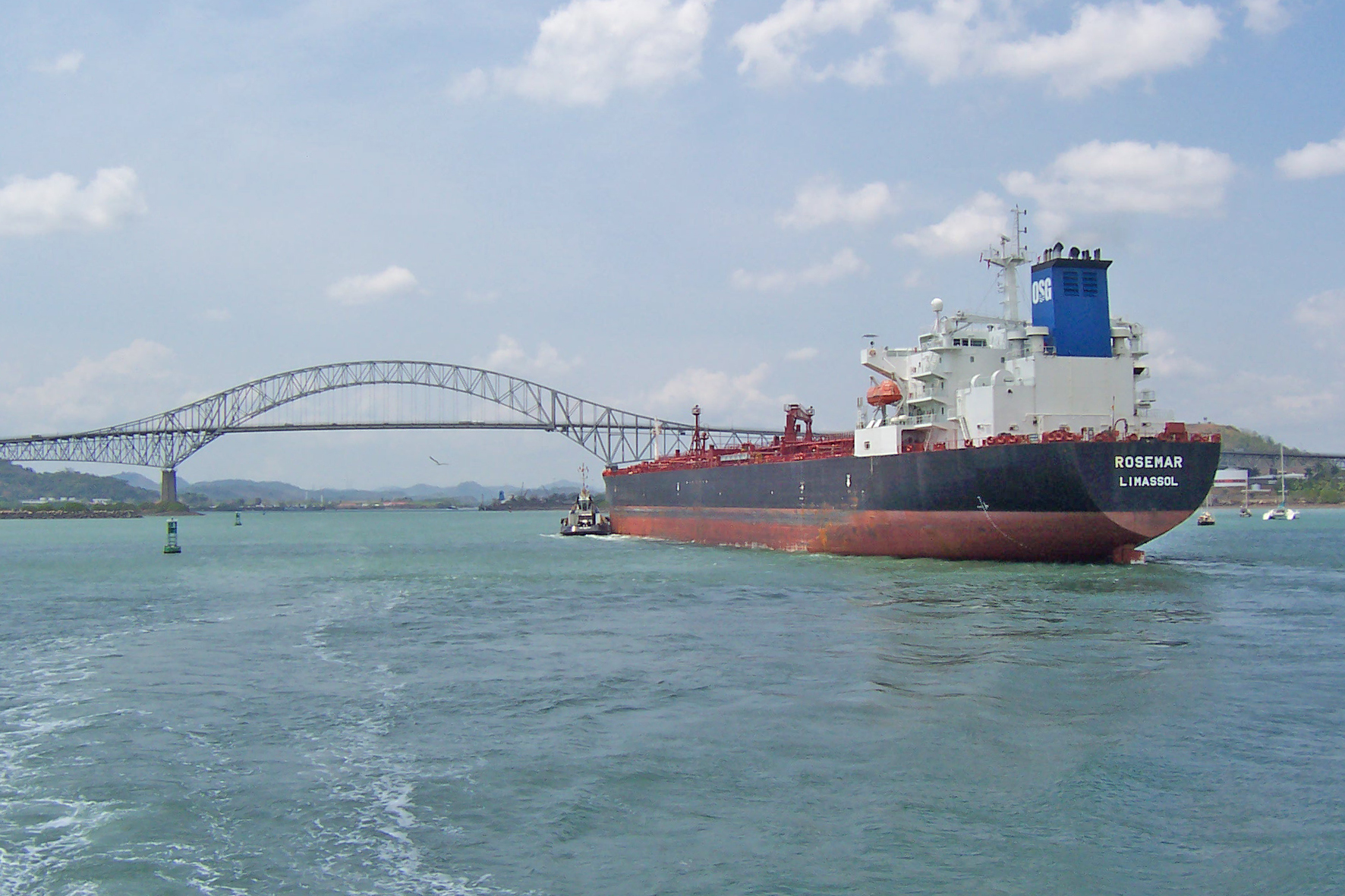
Die Rosemar vor der Puente de las Américas

Die wichtigsten Querungen des Panamakanals sind
- die Puente de las Américas, eine 1962 in Betrieb genommene vierstreifige Straßenbrücke bei Balboa, die die Thatcher Ferry ersetzte, eine fast an der gleichen Stelle verkehrende Fähre
- die 2004 eröffnete Puente Centenario, eine sechsstreifige Autobahnbrücke nahe der Pedro-Miguel-Schleuse
- die 2019 eröffnete Puente Atlántico, eine vierstreifige Straßenbrücke an den Gatún-Schleusen, die 1.050 Meter lang ist und als Schrägseilbrücke mit zwei Pylonen ausgeführt ist.[69][70]

Seit 1942 gab es die Drehbrücke in den Miraflores-Schleusen, die wegen der nahegelegenen festen Straßenverbindungen kaum noch genutzt und dann gesperrt wurde. Sie wurde 2019 abgebaut, lediglich die Drehtürme erinnern noch an sie.
Bei den Gatún-Schleusen gibt es quer zu den unteren Einfahrten eine einstreifige bewegliche Brücke für kleinere Kraftfahrzeuge. So wie die Torflügel der Schleusentore hat sie zwei Brückenteile pro Einfahrt, die sich bei Schiffsverkehr ebenso wie die offenen Torflügel in Nischen entlang den Schleusenwänden befinden, sonst aber wie ein sich schließendes Tor in die Einfahrt gedreht werden können. Seit dem Bau der Agua-Clara-Schleusen hat sie keine Verbindung mehr zum anderen Kanalufer und dient nur noch als Zufahrt zu der Insel zwischen den beiden Schleusen.
Nahe der Puente Centenario queren zwei Hochspannungsleitungen den Kanal mit einer Spannweite von je 1,8 Kilometer.
Seit 2021 ist nördlich der Puente de las Américas ein Tunnel für die Einschienenbahn Panama im Bau. Dieser wird 5,3 Kilometer lang sein, 13 Meter im Durchmesser haben und bis zu 64 Meter tief unter dem Wasserspiegel des Kanals verlaufen. Er nimmt eine zweigleisige Strecke der Sattelbahn auf, die Ciudad del Futuro mit Panama Stadt am Bahnhof Albrook verbindet. Die Eröffnung ist für Mitte 2025 geplant.

## Erweiterung des Kanals ab 2007

Schiffsgrößen im Panamakanal vor und nach dem Ausbau im Vergleich zu anderen Wasserstraßen

Nach jahrelanger Diskussion wurden im April 2006 die Pläne für den Ausbau verkündet. Ein verfassungsgemäßes Referendum wurde am 22. Oktober 2006 durchgeführt, wobei 78 Prozent der Wähler bei 43 Prozent Wahlbeteiligung für den Ausbau des Kanals stimmten. Das Ergebnis ist aufgrund der Torrijos-Carter-Verträge von 1978 für die Regierung bindend.
Der Panamakanal wurde seit 2007 ausgebaut und erweitert. Dazu wurde auf beiden Seiten, der atlantischen und der pazifischen Seite, neben den existierenden je eine neue, dreistufige Schleusenanlage gebaut, deren Kammern 55 m breit und 427 m lang sind. Die neue pazifische Schleusenanlage umgeht dabei mit verlängerten Zufahrtskanälen sowohl die Miraflores- als auch die Pedro-Miguel-Schleusen. Die beiden neuen Schleusen wurden als Sparschleusen mit je drei Sparbecken pro Kammer ausgelegt. Außerdem wurden die Fahrrinnen im Gatúnsee erweitert und vertieft und der Culebra Cut vertieft. Die alten Schleusen sind weiterhin in Betrieb. Auf der atlantischen Seite wird eine weitere Straßenverbindung durch eine Schrägseilbrücke mit zwei Pylonen geschaffen. Baubeginn war 2013, mit einer geplanten Bauzeit von 3,5 Jahren. Die Eröffnung fand am 2. August 2019 statt.
Mit einer feierlichen Eröffnung am 3. September 2007, dem 30. Jahrestag des Abkommens über die Rückgabe der Kontrolle des Kanals von den Vereinigten Staaten an Panama, wurde der Ausbau begonnen. Im Beisein des früheren US-Präsidenten Jimmy Carter, zahlreicher lateinamerikanischer Staatschefs sowie rund 40.000 Schaulustiger ließ Präsident Martín Torrijos, der Sohn von Omar Torrijos, mehr als 13 Tonnen Sprengstoff explodieren. In der ersten Bauphase mussten rund 47 Millionen Kubikmeter Erde und Gestein abtransportiert werden. 40.000 Arbeiter waren beteiligt. Die neuen Schleusen wurden am 11. Juni 2015 probeweise geflutet.
Der finanzielle Aufwand war schwer abzusehen. Kritiker bezifferten ihn auf rund 8 Milliarden US-Dollar, was rund der Hälfte des jährlichen panamaischen Bruttoinlandsprodukts entsprach. Alberto Alemán Zubieta, der Chef der ACP, bezifferte die Ausbaukosten auf 5,24 Milliarden Dollar. Die Finanzierung sollte durch vorgezogene höhere Kanalgebühren und Kredite sichergestellt werden. Die Kanal-Behörde rechnete bis 2025 mit Einkünften von 4,8 Milliarden Euro. Die Höhe der Kosten war vor allem deshalb umstritten, weil unter anderem zugleich eine Kürzung der Renten diskutiert wurde. Durch die Verzögerung des Ausbaus wurden zusätzliche Kosten von 2,39 Milliarden US-Dollar angemeldet, wovon 227 Millionen Dollar genehmigt wurden.
Gegen den Ausbau des Kanals wurden ökologische Bedenken ins Feld geführt. Der Wasserbedarf des vergrößerten Kanals mit eventuell vergrößerten Stauseen wäre größer und könnte einen erheblichen Eingriff in die Landschaft bedeuten. Diese befindet sich zwar nicht mehr in einem Naturzustand, sondern ist schon seit präkolumbischer Zeit und insbesondere infolge des Kanalbaus bis 1914 eine ausgeprägte Kulturlandschaft. Sie ist aber nicht zuletzt deswegen wichtiger ökologischer Lebensraum und auch wichtige Süßwasserquelle für die Stadt Panama. Die neuen Kanalschleusen wurden deshalb als Sparschleusen mit mehreren Kammern ausgeführt, um den Gesamtwasserbedarf zu minimieren. Angeblich sollten keine vergrößerten Wasserreservoirs nötig werden.
Letzterem widersprach der US-Wissenschaftler und Ingenieur Bert G. Shelton in einem am 5. Januar 2011 veröffentlichten Artikel. Darin wies er darauf hin, dass mehrere Verfahren bekannt seien, die benötigten Wassermengen zu reduzieren, von denen nur zwei in das Projekt eingeflossen seien. Shelton gab an, dass bei Anwendung weiterer Kriterien mit dem gleichen oder geringfügig höheren Kostenaufwand die Kapazität des Kanals erheblich erweitert und damit seine Rentabilität erhöht werden könnte, die Versalzung des Gatun-Sees verhindert, die Instandhaltungskosten verringert und der Bau zusätzlicher Vorhaltebecken vermieden werden könnte. Unter anderem kritisierte er den Bau eines Dammes über einer bekannten tektonischen Bruchlinie, der bei einem Bruch die wichtige Verbindung zwischen Atlantischem und Pazifischem Ozean gefährden und ein ökologisches Desaster auslösen könnte. Shelton äußerte die Vermutung, dass in erster Linie große finanzielle Interessen für das Festhalten an einem vorgefassten und in seiner Sicht mangelhaften Entwurf bei gleichzeitiger Fehlinformation der Öffentlichkeit verantwortlich seien.
Die Erweiterung des Kanals wurde am 26. Juni 2016 feierlich in Betrieb genommen, das erste Schiff, welches sie passieren durfte, war das unter der Flagge der Marshallinseln fahrende Containerschiff COSCO Shipping Panama.
Auch um Schiffen neben der bisherigen Schifffahrtsrinne Platz zu schaffen werden Bäume des tropischen Regenwalds, der mit der erstmaligen Flutung des Kanals überschwemmt wurde, zumindest seit 2013 unter Wasser von Tauchern abgesägt und mit Auftriebshilfen an die Oberfläche gehoben. Die wassergesättigten Holzstämme, etwa Eisenholz, mit typisch 60 % Wassergehalt sind dichter als Wasser, werden in Stücken an Land gezogen, zersägt und mitunter in Deutschland getrocknet zu Möbeln verarbeitet.
2024 verzeichnete der Panamakanal insgesamt 11.240 Durchfahrten von Hochsee- und kleinen Handelsschiffen, die 210 Millionen Tonnen Fracht transportierten und insgesamt 3.381 Milliarden Balboa an Mautgebühren einbrachten.

## Geschichte des Kanals

### Vorgeschichte
1513 überquerte der Spanier Vasco Núñez de Balboa mit einer Gruppe von Gefolgsleuten als erster Europäer die Landenge. Die Idee einer Verbindung zwischen Atlantik und Pazifik durch einen Kanal in der mittelamerikanischen Provinz Darién wurde 1523 von Kaiser Karl V. angeregt. In seinem Auftrag suchte Hernando de la Serna 1527 nach einem geeigneten Weg für den Bau eines Kanals.
Das erste Projekt wurde 1529 vom Spanier Alvarado de Saavedra Colón ausgearbeitet. In den folgenden Jahrhunderten beschäftigte sich eine Reihe von Politikern und Wissenschaftlern mit der Frage eines Kanalbaus. Anfang des 19. Jahrhunderts galt das insbesondere für Alexander von Humboldt, der von 1799 bis 1804 Lateinamerika erforschte. Johann Wolfgang von Goethe prophezeite 1827, dass es der „jugendliche Staat“ der Vereinigten Staaten sein werde, der einen Kanal bauen würde. Nach Goldfunden in Kalifornien wurde 1848 eine Lizenz für eine Eisenbahnverbindung vergeben. 1849–1853 nutzten Goldgräber eine Fluss-Land-Route durch das Isthmusgebiet von Panama.

### Erster Versuch des Kanalbaus

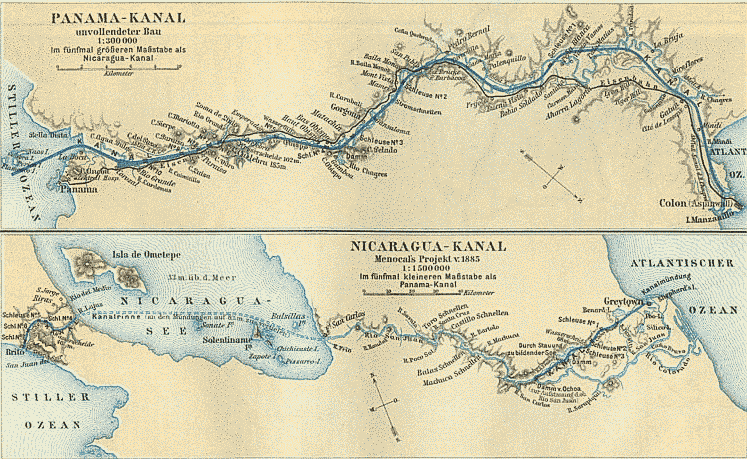
Historische Karte des Panamakanals und des Nicaragua-Kanals

Nach dem finanziellen Erfolg des 1869 eröffneten Suezkanals in Ägypten wurde in Frankreich davon ausgegangen, dass ein Kanal, der Atlantik und Pazifik miteinander verbindet, ebenso einfach zu bauen wäre. Diese Gedanken nahmen Gestalt an, als 1876 in Paris die Société Civile Internationale du Canal Interocéanique geschaffen wurde, der 1879 durch französisches Gesetz die Panamakanal-Gesellschaft folgte, zu deren Präsidenten der 73-jährige Graf Ferdinand de Lesseps, der Erbauer des Suezkanals, ernannt wurde. Die Panamakanal-Gesellschaft übernahm eine 1878 von der Société Civile Internationale du Canal Interocéanique erworbene Konzession der kolumbianischen Regierung, die sogenannte Wyse-Konzession, und begann 1881 mit den Arbeiten, die bis 1889 andauerten.

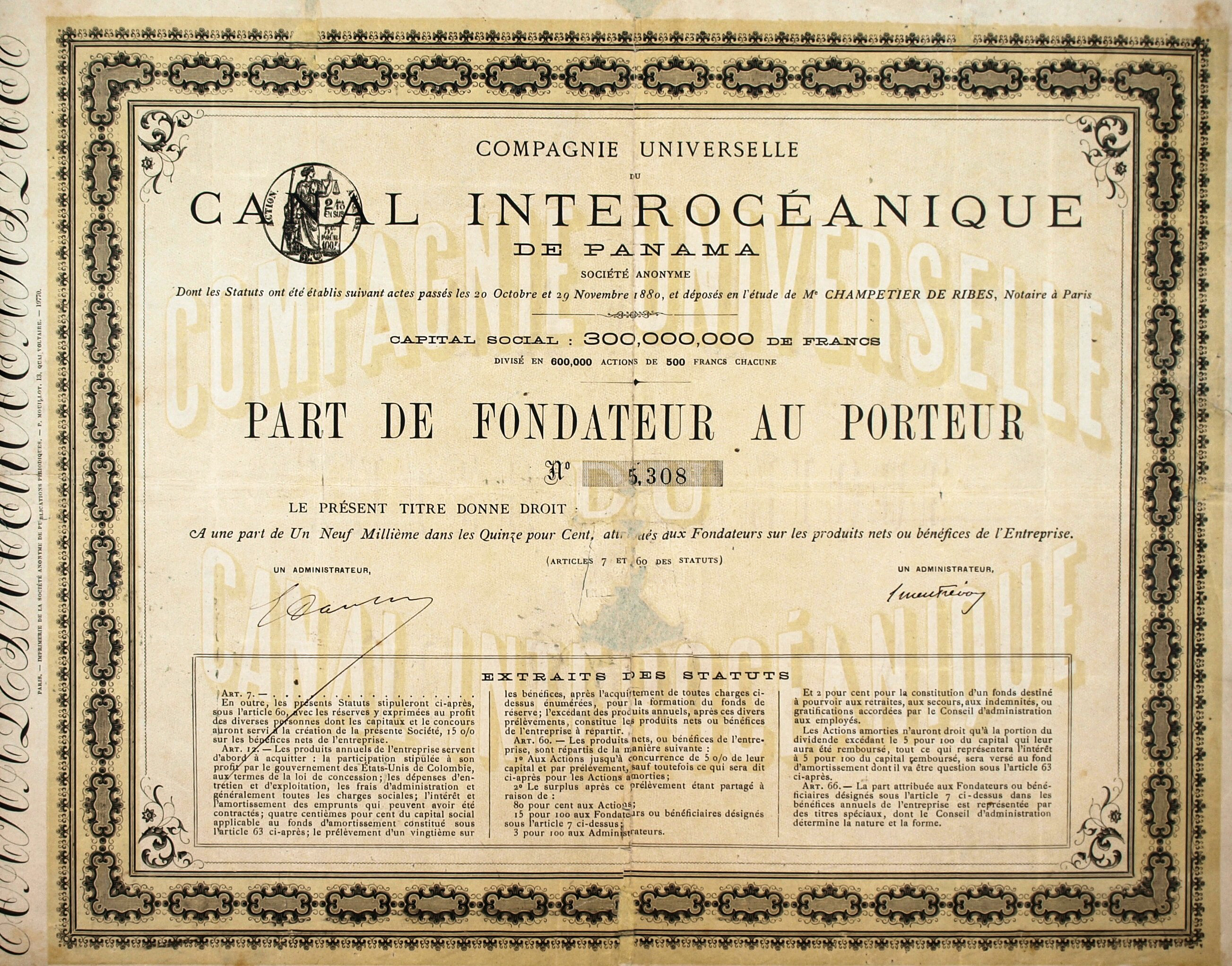
Gründeranteil der Compagnie Universelle du Canal Interocéanique von 1880

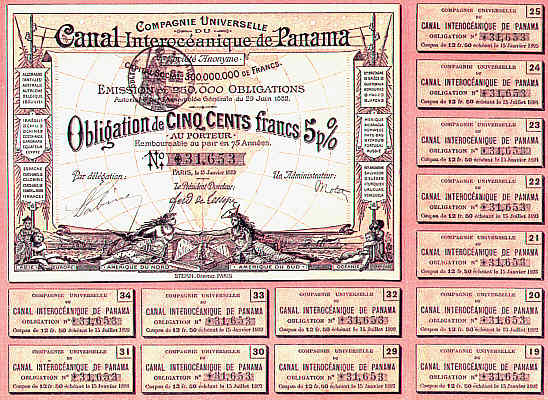
Schuldverschreibung der Compagnie Universelle du Canal Interocéanique von 1883

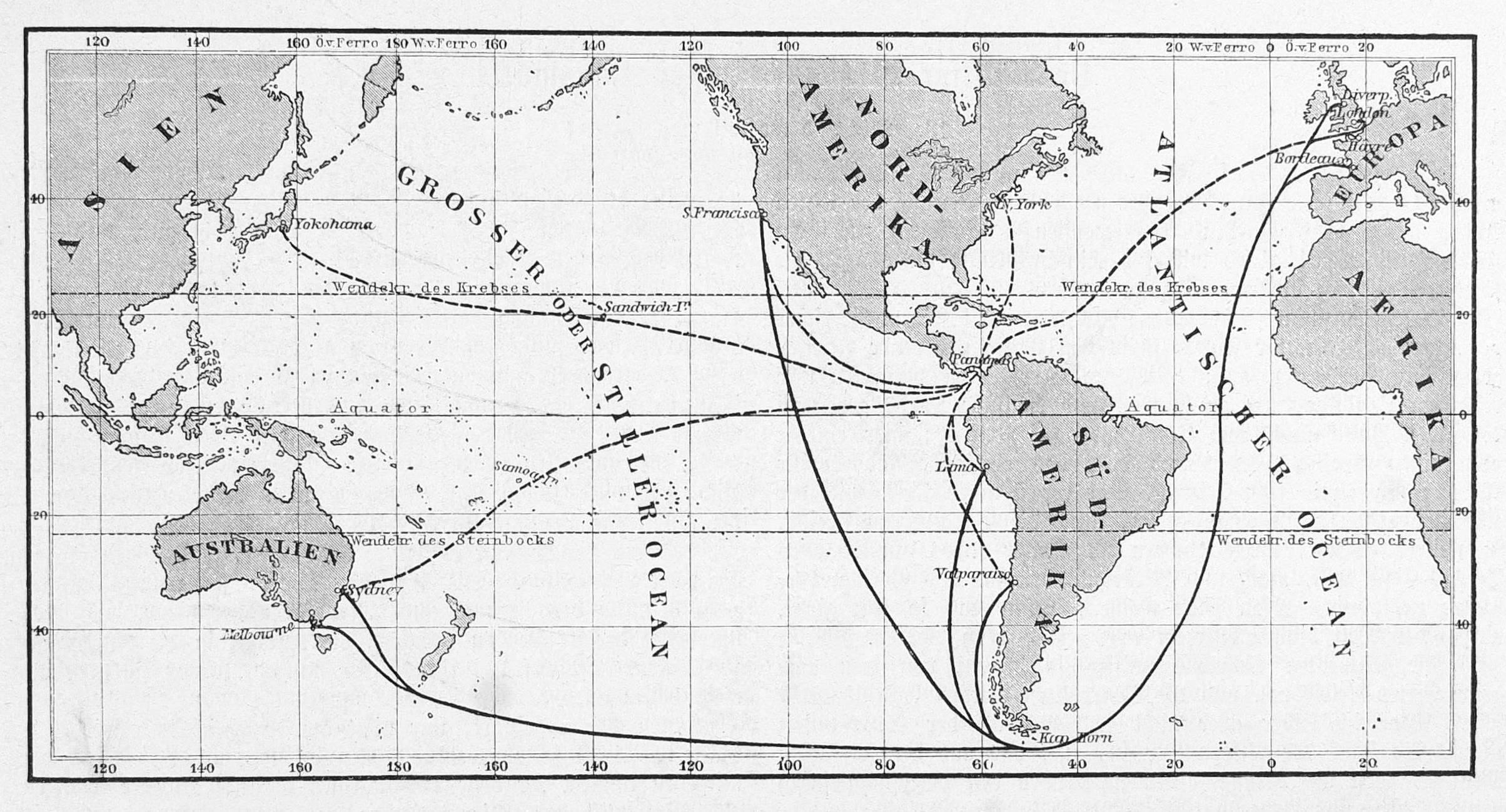
Handelsrouten durch den projektierten Panamakanal (Karte aus der Gartenlaube 1881)

Gebaut werden sollte ein schleusenloser Kanal über den Isthmus von Panama mit einer Länge von 73 Kilometern. Der Aushub sollte 120 Millionen Kubikmeter nicht übersteigen. Eine Aktiengesellschaft, die Compagnie Universelle du Canal Interocéanique, wurde zur Finanzierung gegründet und versprach genauso hohe Rentabilität wie die Suezkanal-Aktien. 287 Millionen US-Dollar wurden investiert.

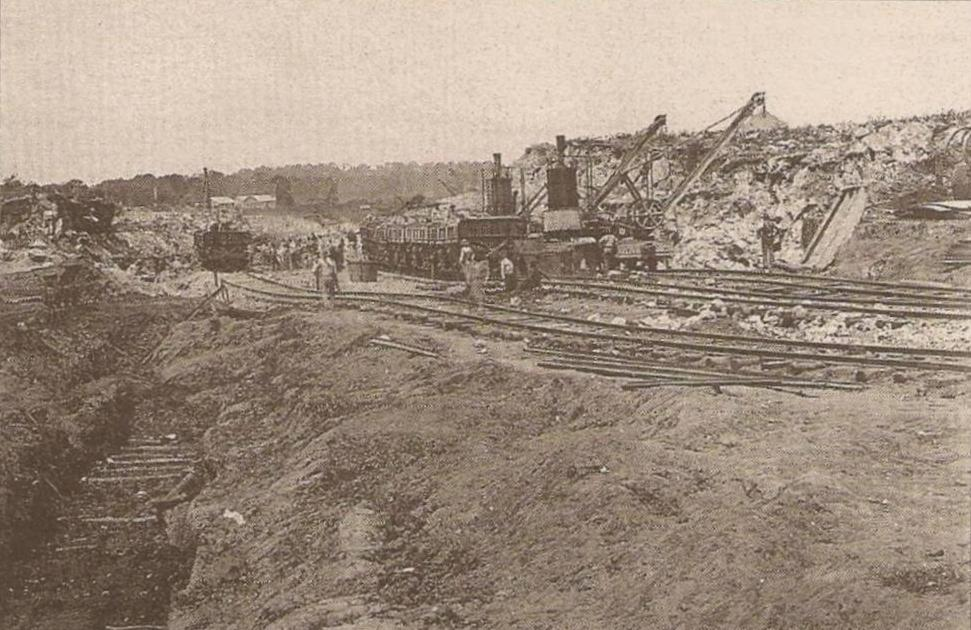
Bau des Kanals, 1888

Während der Bauarbeiten emittierte die Compagnie Universelle du Canal Interocéanique mit großem publizistischen Aufwand wiederholt neue Schuldverschreibungen. Der ständig steigende Finanzbedarf konnte damit nicht befriedigt werden. Ähnlich wie beim Bau des Suezkanals sollte eine Lotterie das notwendige Kapital einbringen. In der französischen Nationalversammlung war die erforderliche gesetzliche Ermächtigung anfangs hoch umstritten. Die Widerstände überwand die Compagnie Universelle du Canal Interocéanique 1888 durch Bestechung in Form von Geldzahlungen an mehr als einhundert Abgeordnete. Eine objektive Berichterstattung über die technischen und finanziellen Unzulänglichkeiten des Projekts wurde durch Journalistenbestechung und Einflussnahme auf die Zeitungsverlage durch die Compagnie Universelle du Canal Interocéanique hintertrieben, Öffentlichkeit und Anleger wurden planmäßig und systematisch belogen. 1887 revidierte Ferdinand de Lesseps unter dem Druck der schlechten Finanzlage die Pläne und schloss mit dem Ingenieur Gustave Eiffel einen Vertrag ab, um einen Kanal mit Schleusen bis 1890 herzustellen. Die Kosten für den Kanal wurden auf 1,6 Milliarden Goldfranken geschätzt. Wegen Planungsmängeln, falscher geologischer Untersuchungen, schlechter Organisation, Bestechung, unzähliger technischer Schwierigkeiten und Pannen gaben die Franzosen schließlich aus finanziellen und politischen Überlegungen auf und stellten die Arbeiten 1889 ein.
Am 15. Dezember 1888 trat die Zahlungsunfähigkeit der Compagnie Universelle du Canal Interocéanique ein. Wegen des nichtkommerziellen Unternehmensgegenstandes der Gesellschaft, des Baus eines Kanals, wurde diese nach damaliger gesetzlicher Regelung als nichtkonkursfähige Gesellschaft behandelt, was ein vermögensauseinandersetzendes Konkursverfahren ausschloss. Der Zusammenbruch löste den Panamaskandal, einen der größten Finanzskandale des 19. Jahrhunderts in Frankreich, aus und zog heftige öffentliche Auseinandersetzungen und Politikerrücktritte nach sich. Nach 1892 und besonders vor dem Ersten Weltkrieg wurde Panama ein Schimpfname für Paris, eine korrupte und kriminelle Stadt.
Die Arbeiten am Bau bewirkten die Migration von über 100.000 Arbeitern in die Region, von denen die meisten niemals heimkehrten (Die Originalberichte zu dieser Migration sind inzwischen von der UNESCO als Weltdokumentenerbe eingestuft). In der Bauzeit von 1881 bis 1889 starben bei dem Bau 22.000 Arbeiter (7,5 Menschen pro Tag) in der Sumpflandschaft an Gelbfieber und Malaria, deren Erreger noch unbekannt waren. Auf Anraten französischer Ärzte wurde 1883 beim Bau des Kanals angeordnet, zum Schutz vor Malaria die Pfosten der Betten der Arbeiter in Wassereimer zu stellen. Die Eimer wurden allerdings zu Brutstätten der Malariamücken, die Krankheit breitete sich rasend schnell aus, der Bau musste nicht zuletzt auch deshalb abgebrochen werden.

### Zweite Bauphase und Fertigstellung

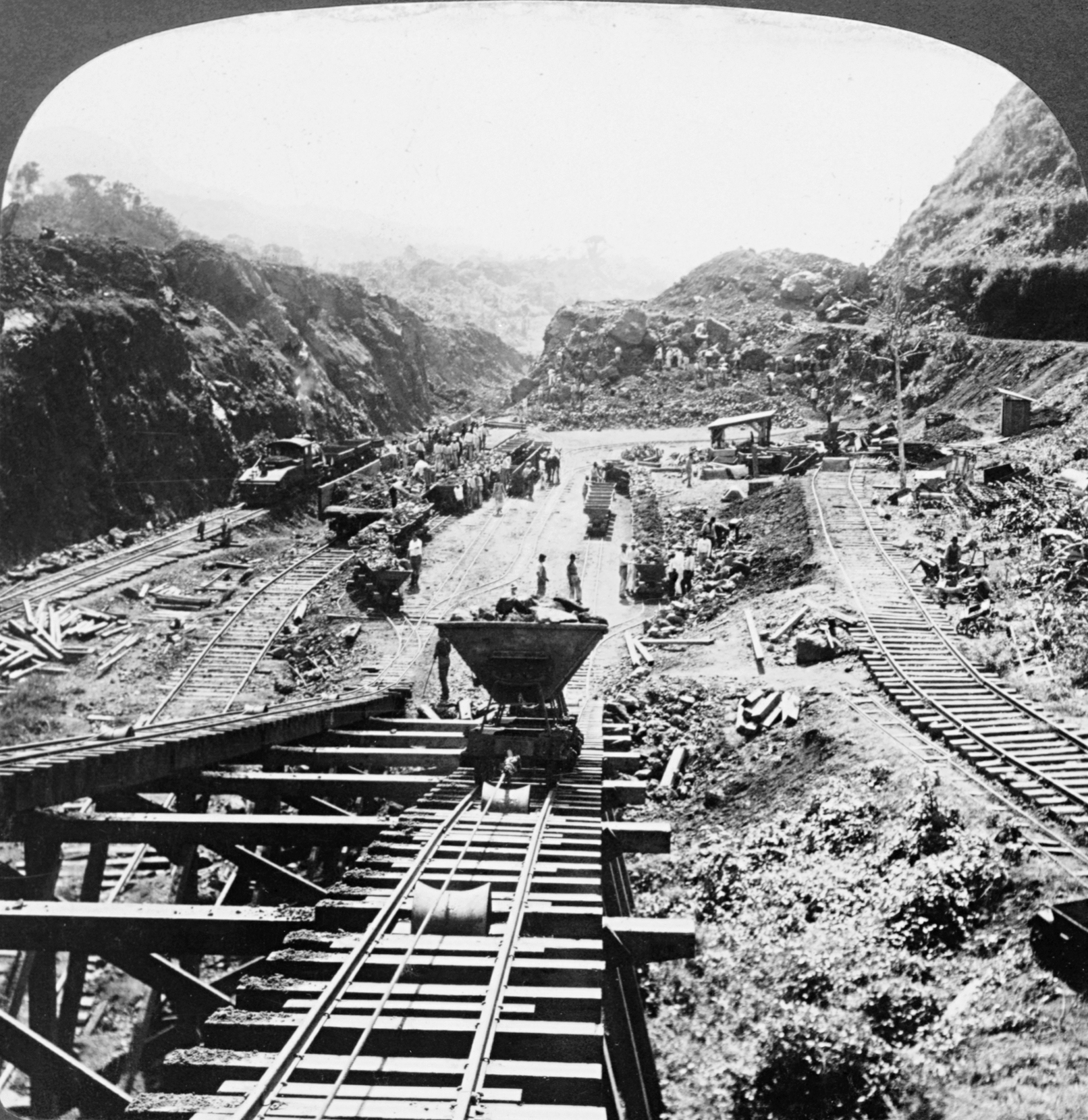
Bau des Panamakanals: der sogenannte Culebra Cut, 1907

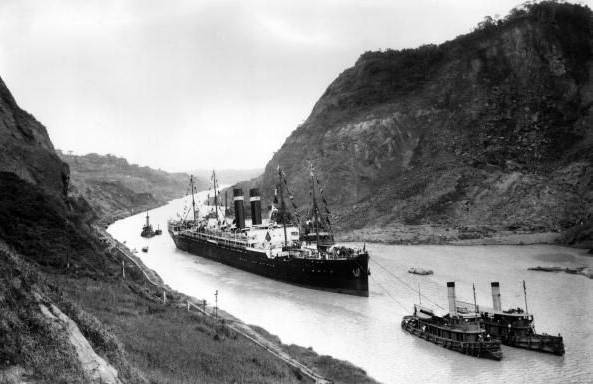
Die Kroonland am 2. Februar 1915, bis zu dem Tag das größte Passagierschiff, das den Kanal je durchquerte

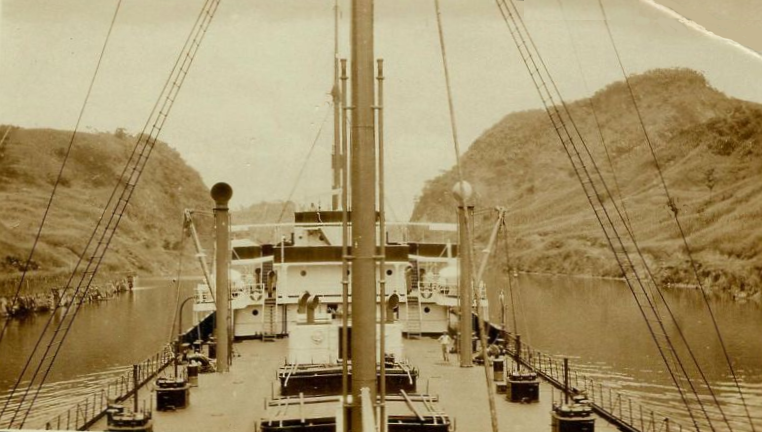
Das deutsche Tankschiff Vistula vor dem Culebra Cut, 1931

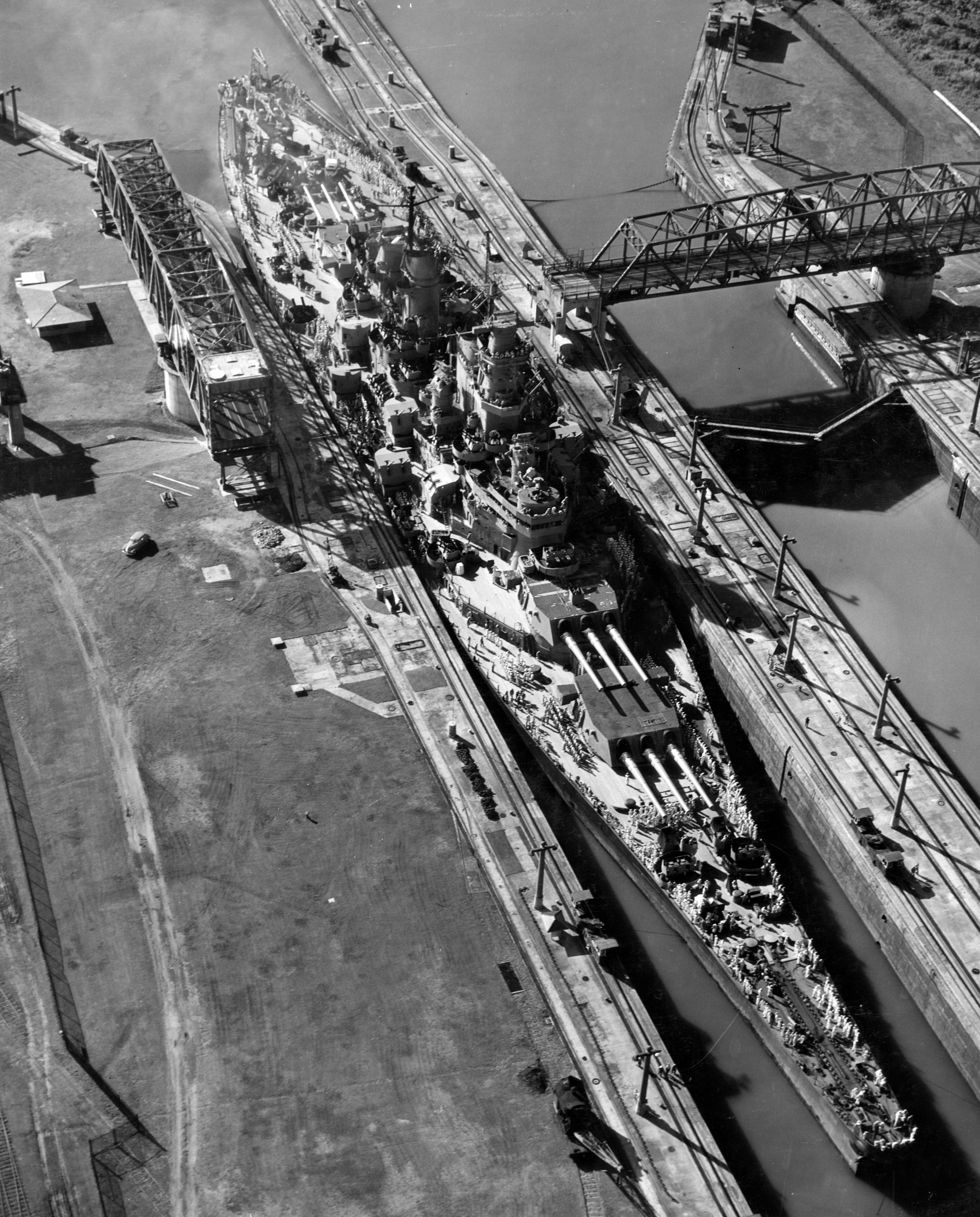
Das Schlachtschiff Missouri in einer Kanalschleuse am 13. Oktober 1945 auf dem Weg nach New York. Vor dem und während des Zweiten Weltkrieges wurden US-Schlachtschiffe so gebaut, dass sie die Schleusen passieren konnten.

1894 übernahm eine Auffanggesellschaft, die Compagnie Nouvelle du Canal de Panama, die Fortführung der theoretischen Arbeiten und verkaufte 1902 den Gesamtkomplex für 40 Millionen US-Dollar an die Vereinigten Staaten, die etwa 40 % der bis dahin geleisteten praktischen Arbeiten verwenden konnten. Senator John Coit Spooner hatte Präsident Theodore Roosevelt überzeugt, dass nun die Gelegenheit gekommen war, beim in Panama steckengebliebenen Projekt einzusteigen. Mit dem 1902 verabschiedeten „Spooner Act“ machte der Kongress den Weg dafür frei.
Die Vereinigten Staaten hatten sich bereits vorher mit verschiedenen Kanalprojekten einer Querung Mittelamerikas beschäftigt, waren jedoch bis dahin zu keinem praktikablen Ergebnis gelangt. Die Planungen des Panamakanals konkurrierten mit Planungen zum Nicaragua-Kanal. Dieser wurde jedoch nicht realisiert, da dessen Investoren den Panamakanal favorisierten. Kolumbien weigerte sich, es entstand der Panamakonflikt. Nach dem Ankauf der Wyse-Konzession verlangten die Vereinigten Staaten von Kolumbien die Abtretung des Panamakanalgebiets.
Im November 1903 landeten US-Truppen, besetzten das Gebiet und riefen den unabhängigen Staat Panama aus. Die US-Regierung glaubte, so schneller den Bau des aus strategischen Gründen für absolut notwendig erachteten Kanals zu erreichen. Am 18. November 1903 vereinbarten der US-Außenminister John Hay und ein ehemaliger Mitarbeiter von Ferdinand de Lesseps, der französische Ingenieur Philippe Bunau-Varilla einen Staatsvertrag – den sogenannten Hay-Bunau-Varilla-Vertrag – über die Nutzung einer Kanalzone in der Breite von zehn Meilen (16 Kilometern), jeweils fünf Meilen beiderseits der Kanaltrasse, ihre Besetzung und ihre unbeschränkte Kontrolle. Die Vereinigten Staaten kontrollierten damit eine Kanalzone in einer Größe von 84.000 Hektar. Sie mussten aber die territoriale Souveränität Panamas zusichern. Der Vertrag sah zudem die Zahlung von 10 Millionen US-Dollar vor sowie eine ab 1913 beginnende jährliche Zahlung von 250.000 US-Dollar in Gold.
Am 6. Mai 1904 ernannte Präsident Roosevelt John Findley Wallace zum leitenden Ingenieur, der nach einem Jahr aufgab. Die Feldbahn konnte die anfallenden Erdmengen nicht abtransportieren. Außerdem wurde der Bau durch großen bürokratischen Aufwand – jede Entscheidung von Wallace musste durch die Isthmus-Kanal-Kommission (ICC) bestätigt werden – erschwert.
Im April 1905 wurde der Kanalbau dem Ingenieur John Frank Stevens anvertraut. Er erkannte, dass die größten Schwierigkeiten die Krankheiten darstellten und er daher zuerst die Lebensumstände der Arbeiter verbessern musste. Mit seinem Einsatz erwarb er sich ihren Respekt, so dass er sich mit der Planung der Logistik und dem Aufbau der Organisation der eigentlichen Herausforderung stellen konnte. Als er damit fertig war, kündigte er überraschend und zum Unmut Roosevelts mit der Erklärung, er habe seinen Vertrag aufs Wort erfüllt. In diesem hieß es, er solle solange daran arbeiten, bis er selbst mit Sicherheit sagen könne, dass es gelingen oder scheitern wird. Die Gründe für seine Kündigung sind umstritten. Vermutet wird, dass er begriff, der beste Mann für die Planung, aber nicht für die Ausführung zu sein. Eine andere Anekdote besagt, er habe einfach den für ihn interessanten Teil und die eigentliche Herausforderung bewältigt, die Ausführung habe ihn nur noch gelangweilt. In einem Brief seines Nachfolgers an dessen Sohn wird davon gesprochen, Mr. Stevens habe den Bau so perfekt organisiert, dass es für ihn eigentlich nichts zu tun gäbe, außer die Organisation zu erhalten.
Im April 1907 verließ Stevens den Kanal, und die Arbeit wurde von Generalmajor George Washington Goethals fortgesetzt, der besonders von US-Präsident Theodore Roosevelt unterstützt wurde. Roosevelt hatte ihn unter anderem deshalb ausgesucht, weil er – anders als sein Vorgänger – als Militärangehöriger nicht kündigen konnte. Die Kosten des nun mit Schleusen und Stauseen erbauten Kanals beliefen sich auf 386 Millionen US-Dollar. Während der Bauarbeiten 1906–1914 starben 5.609 Arbeiter durch Unfälle und an Krankheiten (das waren noch etwa 1,9 Todesfälle pro Tag). Insgesamt forderte der Bau somit circa 28.000 Menschenleben.
Am 3. August 1914 passierte der kleine Frachter Cristobal, ein Doppelschraubendampfer, als erstes Wasserfahrzeug den Panamakanal in voller Länge. Wegen des Ausbruchs des Ersten Weltkriegs – noch am selben Tag – wurden die Eröffnungsfeierlichkeiten abgesagt und erst 1920 nachgeholt. Am 12. Juli 1920 gab US-Präsident Woodrow Wilson die Wasserstraße offiziell für den Schiffsverkehr frei.

### Politische Probleme nach Fertigstellung des Kanals
Die Vereinigten Staaten behielten die Hoheit über den Kanal und die Panamakanalzone, einen Landstreifen entlang des Kanals. Diese Tatsache sorgte wiederholt für Spannungen zwischen der US-Regierung und Panama. 1935 und 1936 erfolgten die ersten Revisionen der entsprechenden Abkommen, die unter anderem eine Erhöhung der jährlichen Zahlungen der Vereinigten Staaten an Panama auf 430.000 US-Dollar und die Gewährung eines Landkorridors durch die Kanalzone hindurch für Panama vorsahen und den Vereinigten Staaten das Interventionsrecht absprachen.
1955 erfolgte eine weitere Revision, in der die Jahrespacht auf 1,93 Millionen US-Dollar erhöht wurde. Zudem gab es eine Erhöhung der Löhne der panamaischen Arbeiter der Panamakanalverwaltung. Panama erhielt auch das Recht, die in der Kanalzone tätigen Arbeiter mit Ausnahme der US-Bürger zu besteuern.
1960 gab US-Präsident Dwight D. Eisenhower auf Grund von Beschwerden der Regierung von Panama ein 9-Punkte-Programm bekannt, das insbesondere verbesserte Arbeits- und Wohnbedingungen in der Kanalzone und den Bau einer Wasserleitung zur Versorgung der Hauptstadt Panama-Stadt vorsah.
Am 17. September 1960 gab US-Präsident Eisenhower bekannt, dass ab sofort die Flagge Panamas gemeinsam mit der der Vereinigten Staaten in der Kanalzone als Ausdruck der nominellen Souveränität Panamas über dieses Gebiet gehisst werden solle. Die erste Hissung der panamaischen Flagge fand am 21. September 1960 auf dem Shaler Triangle statt.
1964 kam es zu gewaltsamen Auseinandersetzungen zwischen Zivilisten und der US-Armee im Flaggenstreit zwischen den Vereinigten Staaten und Panama.

### Übergabe des Kanals an Panama
1977 handelte US-Präsident Jimmy Carter mit General Omar Torrijos die Torrijos-Carter-Verträge aus, nach denen der Kanal bis zum Jahre 2000 an Panama zurückzugeben sei, was dann am 31. Dezember 1999 um 12 Uhr geschah. Seitdem wird der Kanal von der Panamakanal-Behörde (span. Autoridad del Canal de Panamá – ACP) verwaltet. Die Behörde ist autonom, allerdings wird ihr Vorstand vom panamaischen Präsidenten ernannt.

### Kontroversen beim Betrieb
Am 15. Juli 2013 stoppte die Behörde ein Schiff, das – verborgen unter Zuckersäcken – zwei Container mit (vermutlich) Raketenausrüstung von Kuba nach Nordkorea transportieren sollte. Panamas Präsident Martinelli erklärte dazu: „Man kann nicht einfach undeklarierte Waffen durch den Panamakanal transportieren. Der Panamakanal ist ein Kanal des Friedens und nicht des Krieges“.
Nachdem US-Präsident Donald Trump im Jahr 2024 für eine zweite Amtszeit wiedergewählt worden war, empörte sich dieser über die Durchfahrtgebühren und drohte für den Fall, dass diese nicht gesenkt werden, mit militärischen oder ökonomischen Konsequenzen. Siehe Beziehungen zwischen Panama und den Vereinigten Staaten.

## Pläne zum Ersatz des Panamakanals durch einen anderen Mittelamerika-Kanal
Im Zusammenhang mit den Auseinandersetzungen um den Panamakanal 1964 wurden erneut Pläne diskutiert, Mittelamerika an einer anderen Stelle zu durchstechen, da einem Ausbau des Panamakanals Grenzen gesetzt waren und seine Verkehrskapazität Ende der 1960er Jahre erschöpft war. Erwogen wurden Durchstiche in Mexiko, Nicaragua/Costa Rica, Panama und Kolumbien. In allen Fällen sollte der neu zu bauende Kanal ohne Schleusen angelegt werden, da der Niveau-Unterschied zwischen Pazifik und Atlantik für minimal gehalten wurde.
Alle unten kurz aufgeführten Projekte würden eine Bauzeit von fünf bis zehn Jahren erfordern und mehrere Milliarden US-Dollar an Baukosten kosten.

### Mexiko
Die Mexiko-Planung sah einen Durchstich am Isthmus von Tehuantepec von der Mündung des Río Coatzacoalcos am Atlantik entlang des Flusses zum Golf von Tehuantepec vor. Bei konventionellen Arbeitsmethoden sollte der Kanal 266 Kilometer lang sein und damit mehr als dreimal so lang wie der Panamakanal. Die Vereinigten Staaten erwogen in den 1960er Jahren zudem im Rahmen der Operation Plowshare Sprengungen mit Hilfe von Nuklearladungen, die dann eine Kanallänge von 241 Kilometer ergeben hätte.

### Nicaragua / Costa Rica
Schon Mitte des 16. Jahrhunderts hatten spanische Kolonialisten einen Kanal entlang des San-Juan-Flusses zwischen dem heutigen Nicaragua und Costa Rica im Süden angedacht.
Der US-amerikanische Eisenbahnmagnat Cornelius Vanderbilt (1794–1877) verdiente einen Teil seines Vermögens durch den Goldrausch, indem er in den 1840er und 1850er Jahren Abenteurer und Goldsucher von der Ostküste Nordamerikas – via Nicaragua – nach Kalifornien brachte. Damals gab es noch keine Eisenbahnverbindung durch Nordamerika. Vanderbilt sicherte sich die Rechte für einen Kanalbau und eine Route durch Nicaragua für seine Accessory Transit Company.
Der Durchstich durch Nicaragua war parallel zur Grenze mit Costa Rica projektiert und sollte den südlichen Teil des Sees von Nicaragua passieren, die konventionelle Trasse hätte 270 Kilometer und eine Trasse mit Hilfe von Nuklearsprengungen 225 Kilometer betragen. Der Nicaragua-Kanal würde den Pazifik auf dem Gebiet von Costa Rica erreicht haben.
Einen Kanal durch Nicaragua zu bauen erwog auch Napoleon III. Frankreichs letzter Kaiser (1852–1870).
Mit einem Gesetz vom 3. Juli 2012 wollte Nicaragua die Pläne wiederbeleben – jedoch nicht mehr an der Grenze zu Costa Rica. Dieses Gesetz übertrug einer Hong Kong Nicaragua Canal Development Investment Co. (HKND) die Rechte für zunächst 50 Jahre (verlängerbar um weitere 50 Jahre) für den Bau und den Betrieb eines Kanals. HKND bzw. seinem Besitzer, Investor Wang Jing, sollten 49 % und Nicaragua 51 % der Anteile gehören.
Im Sommer 2014 gab HKND die Streckenführung des El Gran Canal, von der Mündung des Río Punta Gorda an der Karibikküste zur Mündung des Río Brito auf der Pazifikseite, bekannt und verkündete einen Baustart noch im Jahr 2014. Der Kanal erreichte mit der geplanten Streckenführung eine Länge von 278 Kilometer sowie eine Breite zwischen 230 und 530 Metern.
Das Büro der Kanalgesellschaft im International Finance Centre in Hongkong wurde im April 2018 geschlossen, bis 2023 seien laut NZZ auch keine Bauarbeiten ausgeführt worden. Im Mai 2024 wurde bekannt, dass die Bauaufträge widerrufen wurden.

### Panama
Für Panama gab es zwei mögliche neue Kanalrouten, die ausgemessen wurden:
1. Ein Kanal vom Golf von San Blas am Atlantik mit einer Länge von 64 Kilometer
2. Eine Kanalroute vom Atlantik zur Bucht von San Miguel auf der sogenannten Sasardi-Morti-Trasse mit einer Länge von 97 Kilometer

### Kolumbien
Das Kanal-Projekt in Kolumbien sah einen Durchstich unter Nutzung der Flussbetten des Río Atrato und dessen Nebenflusses Río Truandó vor und sollte eine Länge von 153 Kilometer haben. Seit Anfang 2011 wird zwischen der Volksrepublik China und Kolumbien über den Bau einer Eisenbahnlinie als „trockener Konkurrenz“ zum Panamakanal verhandelt. Eine andere Alternative wäre über den Fluss San Juan, der in den Pazifik mündet. Dies erfordert aber die Teilung eines Berges und würde dann nur kleineren Schiffen von Nutzen sein.

## Film
- Marie Galante. Spionagefilm. 1934.
- Abenteuer in Panama. 1942 (mit Humphrey Bogart u. a.).
- Panama-Kanal. Dokumentation zur Geschichte des Baus des Panama-Kanals, USA 2011
- Dokumentarfilm von National Geographic über die Entwicklung des Kanalbaus bis zum Panamakanal
- Impossible Engineering: Panama Canal Overhaul, Dokumentation des Science Channels (2017)

### Sachbücher
in der Reihenfolge des Erscheinens
- Richard Hennig: Die Geschichte der mittelamerikanischen Kanalunternehmungen. In: Conrad Matschoss (Hrsg.): Beiträge zur Geschichte der Technik und Industrie. Band 4. Springer, 1912, ZDB-ID 2238668-3, S. 113–146 (Volltext online).
- Souvenir of Panama and the Canal. I. L. Maduro’s Souvenir Store, Panama 1918 (englisch).
- Rolt Hammond, C. J. Lewin: The Panama Canal. F. Muller, London 1966 (englisch).
- Gustavo A. Mellander: The United States in Panamanian Politics. The Intriguing Formative Years. Interstate Publishers, Danville Ill. 1971.
- Alex Schubert: Panama. Geschichte eines Landes und eines Kanals. Wagenbach, Berlin 1978, ISBN 3-8032-2048-9.
- David G. McCullough: Sie teilten die Erde. Abenteuer und Geschichte der Erbauung des Panama-Kanals. Droemer Knaur, München 1982, ISBN 3-426-03657-6 (Originaltitel: The Path Between the Seas, übersetzt von Wolfgang J. Helbich).
- David Howarth: Panama-Kanal. Entdecker, Piraten, Techniker. Hestia, Bayreuth 1989, ISBN 3-7770-0410-3 (Originaltitel: The Golden Isthmus. Übersetzt von Reinhard Federmann, mit einem Beitrag von Michael P. Sommer).
- Gustavo A. Mellander, Nelly Maldonado Mellander: Charles Edward Magoon. The Panama Years. Editorial Plaza Mayor, Río Piedras (Puerto Rico) 1999, ISBN 1-56328-155-4.
- Michael Kozler: Der Panamakanal – die Bedeutung der transisthmischen Verkehrsverbindungen von der Vergangenheit bis zur Zukunft. Westfälische Wilhelms-Universität, Lateinamerika-Zentrum, Münster 2000.
- A. und H. Säuberlich: Achterbahn in Panama. Treidelloks an der Zahnstange. In: Lok Magazin. Jg. 41, Heft 252, GeraNova Verlag, München 2002, ISSN 0458-1822 S. 64–65.
- Jörn Brossmann: Der Ausbau des Panama-Kanals. In: Hansa. Nr. 11, 2007, ISSN 0017-7504, S. 72–75.
- Alexander Missal: Seaway to the Future. American Social Visions and the Construction of the Panama Canal. University of Wisconsin Press, Madison 2008, ISBN 978-0-299-22940-5.
- Julie Greene: The Canal Builders: Making America’s Empire at the Panama Canal. Penguin, New York 2010, ISBN 978-0-14-311678-3.

### Belletristik
- Hans Dominik: Atlantis. Scherl Verlag, Berlin 1924 (Zukunftsroman, in dem die Freisprengung des unpassierbar gewordenen Panamakanals eine zentrale Rolle spielt).
- Christoph Erik Ganter (d. i.Curt Elwenspoek): Panama. Roman um einen Kanal. Rowohlt Verlag, Hamburg 1954 (Historischer Roman vor dem Hintergrund der Geschichte des Panamakanalsbaus).
- Yvan Goll: Panama. Gedichte. Meyer, Berlin 1914.
- John le Carré: Der Schneider von Panama: Roman. Ullstein, Berlin 2008, ISBN 978-3-548-60851-8 (Originaltitel: The Tailor of Panama. Übersetzt von Werner Schmitz).
- Eric Zencey: Die Panama-Affäre. Historischer Roman. dtv, München 2000, ISBN 3-423-20354-4.